# Consolidated B-24 Liberator
Pour les articles homonymes, voir B24 et Liberator.
Le Consolidated B-24 Liberator est un bombardier lourd américain, conçu par Consolidated Aircraft de San Diego (Californie). Il est connu dans la société comme le Model 32, et un petit nombre des premiers modèles sont vendus sous le nom LB-30, pour « Land Bomber ». Le B-24 est utilisé dans la Seconde Guerre mondiale par les forces aériennes et navales alliées, et par plusieurs branches des forces armées américaines pendant la guerre, établissant un bilan de guerre particulier avec ses opérations en Europe de l'Ouest, dans le Pacifique, en Méditerranée, et sur le théâtre des opérations de Chine-Birmanie-Inde.
Souvent comparé au Boeing B-17 plus connu, le B-24 est de conception plus moderne, avec une plus grande vitesse de pointe, un plus long rayon d'action, et une plus grande charge de bombes. Toutefois, il est également plus difficile à faire voler, avec des commandes lourdes et des caractéristiques de vol en formation insuffisantes. L'opinion populaire parmi les équipages et le personnel général tend à favoriser les qualités de robustesse du B-17 au-dessus de toutes les autres considérations sur le théâtre européen. Le placement des réservoirs de carburant du B-24 partout dans la partie inférieure du fuselage et sa construction légère, conçus pour augmenter le rayon d'action et optimiser la production à la chaîne, rendent l'avion vulnérable aux dégâts au combat. Le B-24 a mauvaise réputation chez les équipages américains pour sa tendance à prendre feu. Par ailleurs, son « aile Davis », montée en haut du fuselage, implique qu'il est dangereux d'amerrir ou de se poser sur le ventre car le fuselage a tendance à se briser. Cependant, le B-24 fournit un excellent service dans de nombreux rôles grâce à sa grande capacité d'emport et son long rayon d'action.
La pire mission du B-24 est celle de l'attaque à basse altitude des champs pétrolifères de Ploiești en Roumanie, le 1er août 1943. Cette mission se révèle un désastre, en raison d’un taux de perte très important pour l’USAAF, car, d'une part, elle a été mal organisée, ce qui a engendré de nombreuses erreurs lors de l’attaque et, d'autre part, l'ennemi, sous-estimé, était paré à toute attaque. Néanmoins, l’état opérationnel des défenses était à ce moment minimisé pour des raisons diverses de maintenance et de formation des opérateurs au sol, et les B-24 ont généré malgré tout d’importants dommages aux installations, ce qui a nettement majoré les problèmes d’approvisionnement en pétrole de l’Allemagne, déjà très fragilisée. À la fin de la Seconde Guerre mondiale, le B-24 est le bombardier lourd allié le plus produit de l'histoire. Avec plus de 18 400 appareils, dont la moitié par Ford Motor Company, il reste encore l'avion militaire américain le plus produit.

## Développement

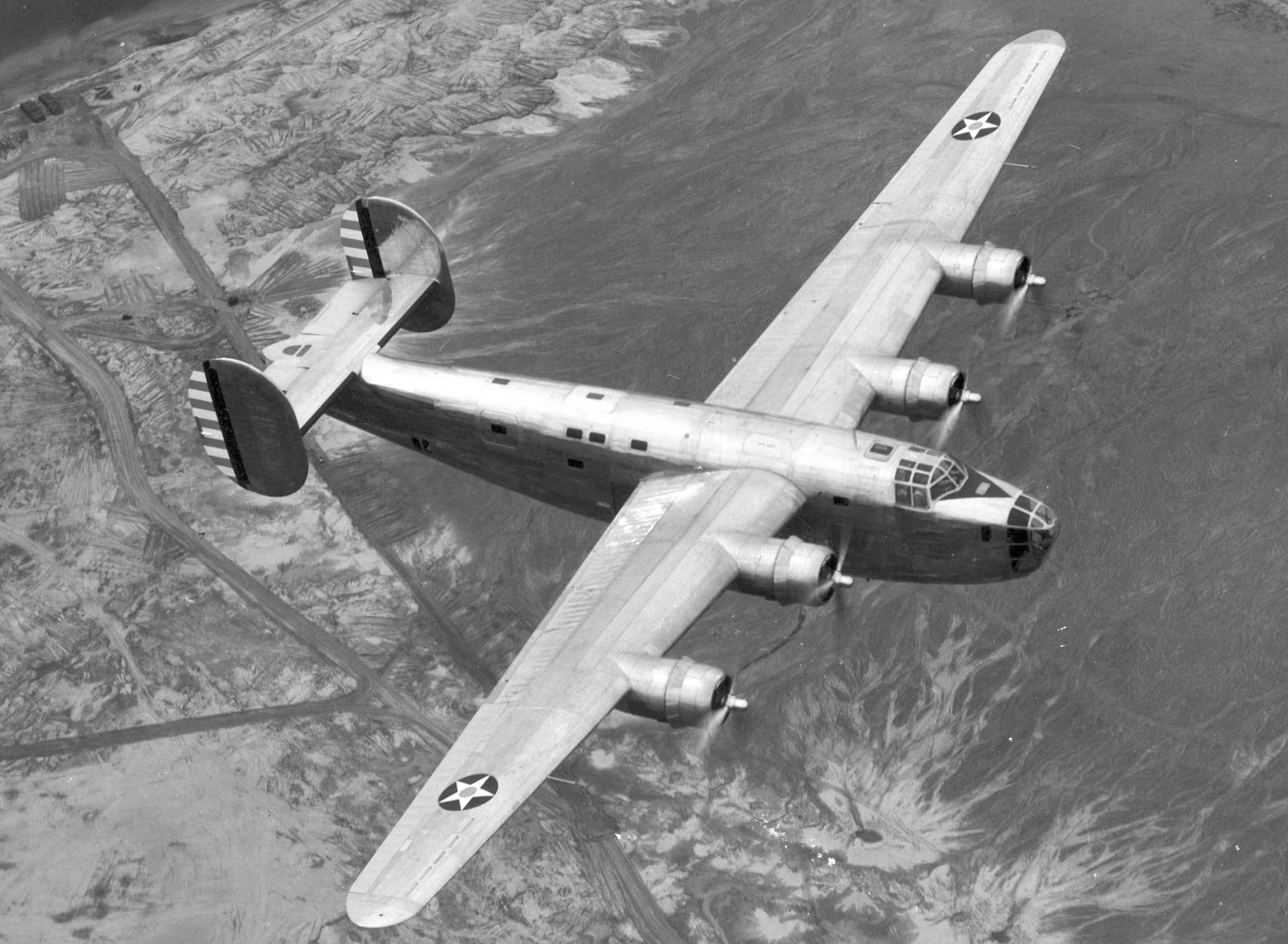
Le XB-24 en vol.

Le Liberator est issu d'une demande de l'United States Army Air Corps (USAAC) en 1938 pour que Consolidated produise le B-17 sous licence. Après que les cadres de la société, dont le président Reuben Fleet, ont visité l'usine Boeing à Seattle, Consolidated décide plutôt de proposer une conception plus moderne.

### Caractéristiques
Le nouveau Model 32 associe l'aile Davis, un profil d'aile à haut rendement aérodynamique créée par des moyens peu orthodoxes par un inventeur solitaire nommé David Davis, la double dérive de l'hydravion à coque Model 31, et le tout assemblé sur un nouveau fuselage. Ce nouveau fuselage est volontairement construit autour des deux soutes à bombes, chacune ayant la taille et la capacité de celle du B-17.
En janvier 1939, l'USAAC, sous la spécification C-212, demande officiellement à Consolidated de proposer une étude pour un bombardier avec un long rayon d'action, une grande vitesse, et un plus haut plafond que le B-17. La spécification est écrite de façon que le Model 32 soit choisi d'office. Le programme est vérifié par un groupe de coordination nommé « Projet A », une exigence de l'Air Corps pour un bombardier intercontinental conçu au milieu des années 1930. Bien que le B-24 ne répond pas aux exigences du Projet A, c'est une étape dans cette direction. Le Projet A conduit au développement du Boeing B-29 et des B-32 et B-36 de Consolidated.

### Contrat
Le contrat pour un prototype est accordé en mars 1939, à la condition qu'un exemplaire soit prêt avant la fin de l'année. Le projet est simple dans l'idée mais malgré tout en avance sur son temps. Comparé au B-17, le Model 32 a un fuselage plus court et 25 % de surface alaire en moins, mais son envergure est plus grande de 1,8 m, sa capacité d'emport est considérablement supérieure, et il a une double dérive distinctive. Alors que le B-17 utilise des moteurs à 9 cylindres Wright R-1820 Cyclone, le projet de Consolidated est équipé de moteurs de 14 cylindres en double étoile Pratt & Whitney R-1830 Twin Wasp de 1 000 ch (746 kW). La masse maximale au décollage de 32 000 kg est l'une des plus élevées de l'époque. Consolidated incorpore des équipements novateurs : le nouveau projet serait le premier bombardier américain avec un train d'atterrissage tricycle, il a des ailes longues et fines avec le grand allongement « Davis » (également utilisées pour l'hydravion à coque commercial bimoteur, le Model 31) permettant de fournir un rendement maximal. Les essais en soufflerie et les programmes expérimentaux utilisant un Model 31 fournissent d'importantes données sur les caractéristiques de vol du profil aérodynamique Davis.
Les premières commandes — avant le premier vol du XB-24 — incluent 36 appareils pour l'USAAC, 120 pour l'armée de l'air française et 164 pour la Royal Air Force (RAF). Le nom « Liberator » lui est initialement attribué par la RAF, et par la suite adopté par l'USAAF comme nom officiel pour le modèle. Quand la France capitule en 1940, les avions qu'elle a commandés sont transférés à la RAF.
La production en masse est poussée à son maximum en 1943, avec l'aide de Ford Motor Company via ses nouvelles installations à Willow Run (en), où le pic de production atteint un B-24 par heure et 650 par mois en 1944. D'autres usines ont rapidement suivi.

### Prototypes
Consolidated achève le prototype, alors connu comme XB-24, et ce dernier est prêt pour son premier vol deux jours avant la fin de l'année 1939. Après les essais initiaux, le XB-24 est jugé faible dans plusieurs domaines. Une défaillance majeure du prototype est à l'origine de son échec à atteindre la vitesse maximale stipulée dans le contrat. Tel qu'il est construit, la vitesse maximale du XB-24 est seulement de 440 km/h au lieu de 500 km/h. En conséquence, les Pratt & Whitney R-1830-33 à compresseur mécanique sont remplacés par les R-1830 turbocompressés. De plus, l'empennage est élargi de 60 cm, et les tubes de Pitot sont déplacés des ailes au fuselage. Le XB-24 est ensuite redésigné XB-24B — ces changements devenant standards sur tous les B-24 construits à partir du modèle B-24C.

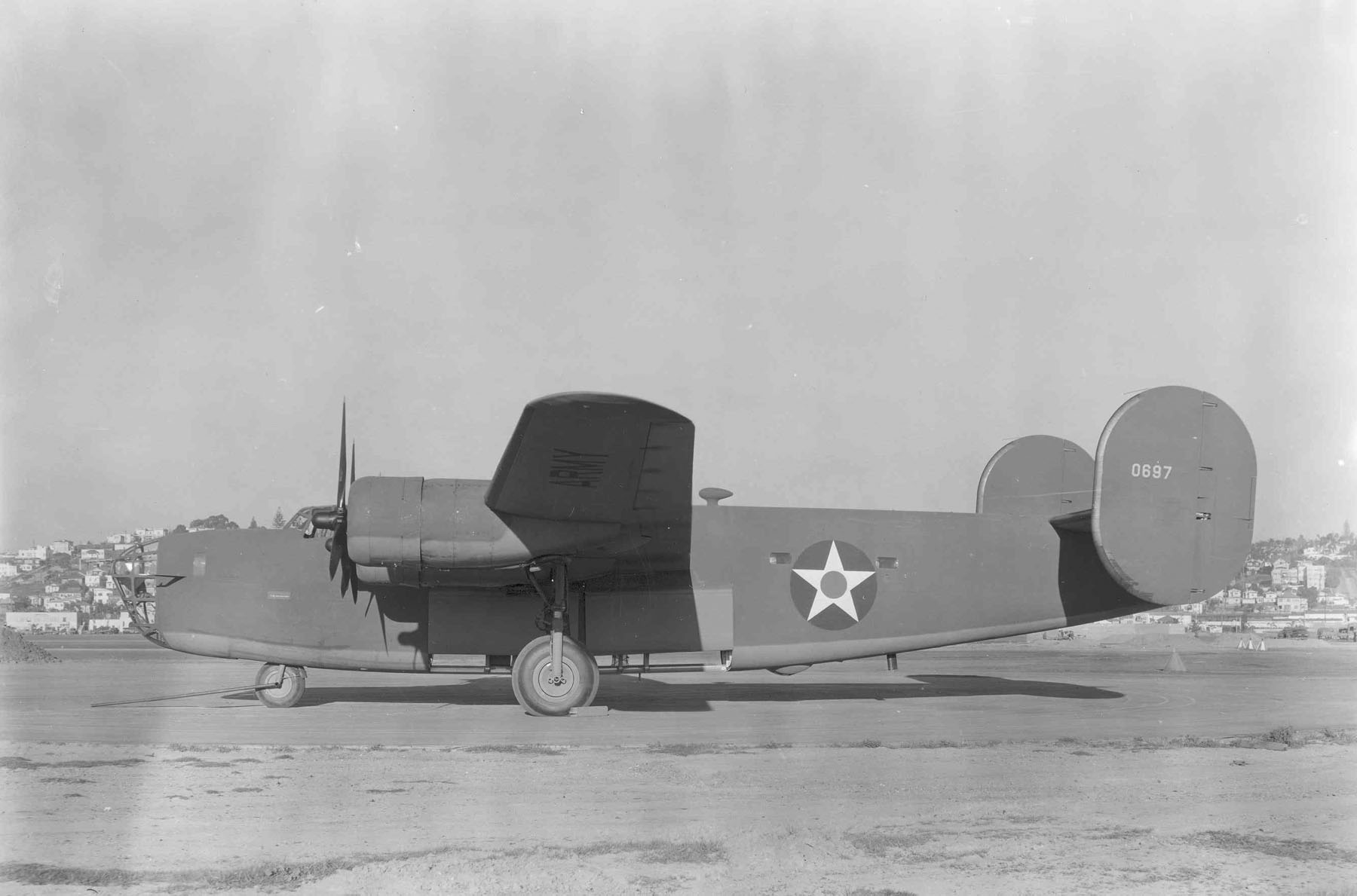
YB-24.

L'USAAC commande au départ sept YB-24 sous le contrat CAC #12464 en avril 1939, mais comme le prototype, ces appareils sont construits à la main et ne sont pas considérés comme aptes au combat. Les six premiers YB-24 sont mis en vente pour un achat direct sous le contrat CAC #F-677 le 9 novembre 1940 ; ils sont redésignés LB-30. Le septième appareil est utilisé par Consolidated et l'USAAC pour tester les équipements de protection ainsi que les réservoirs auto-obturants. Initialement, ces avions doivent recevoir les numéros de séries 39-681 à 39-687. En raison des retards avec les achats, les numéros de séries sont alors changés en 40-696 à 40-702. Quand la RAF achète les six premiers YB-24, les numéros de séries sont réattribués à des B-24D.
La RAF, comme l'USAAC, trouve les LB-30 inadaptés au combat et ils sont affectés au Ferry Service transatlantique entre le Canada et Prestwick (Écosse). Les appareils sont tous modifiés à Montréal pour une utilisation hors des combats. Les changements incluent le retrait de tous les armements, l'installation de sièges passagers et une révision des systèmes de chauffage et d'alimentation en oxygène en cabine.

## Descriptif technique

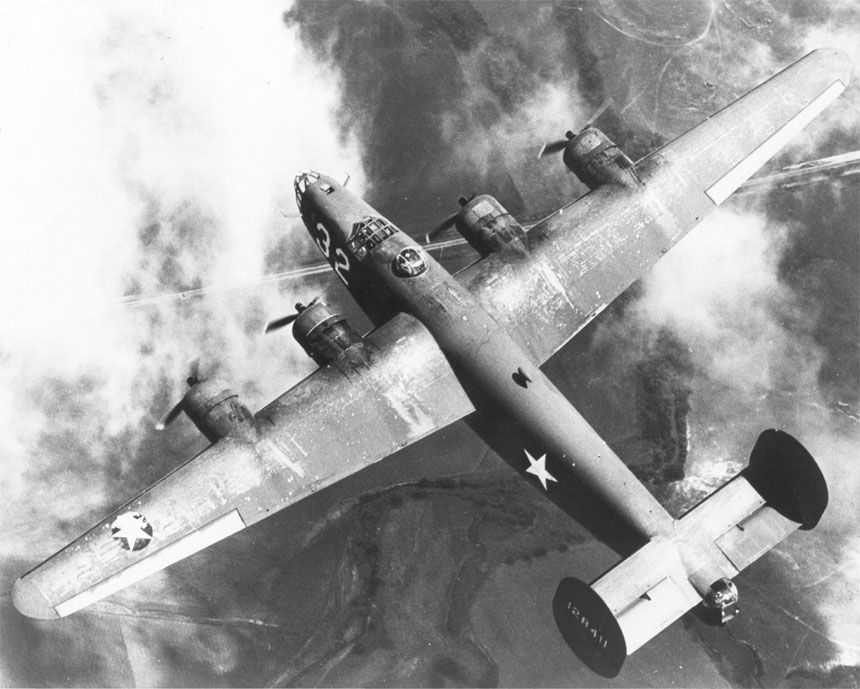
Un B-24E-1-DT Liberator de l'armée de l'air américaine (numéro de série 41-28411).

Le grand fuselage à côtés plats du B-24 (qui lui a valu le surnom de « Flying Boxcar ») est construit autour d'une soute à bombes centrale à deux compartiments qui peuvent chacun emporter plus de 3 600 kg d'équipement militaire. La soute à bombes est divisée en compartiments avant et arrière et dispose d'une passerelle centrale large de seulement 23 cm, qui sert également de poutre de fuselage. Cette passerelle extrêmement étroite est à l'origine de nombreuses réclamations. L'avion est parfois dénigré comme « The Flying Coffin » (le cercueil volant) car l'entrée et la sortie du bombardier se trouvent à l'arrière et il est presque impossible pour l'équipage de vol et le mitrailleur de nez de passer du cockpit à l'arrière lorsqu'ils portent des parachutes. Un ensemble inhabituel de portes de soute à bombes « à rouleaux », dont le fonctionnement ressemble beaucoup à celui d'un couvercle roulant, se rétractent dans le fuselage, créant une traînée aérodynamique minimale qui permet de conserver une vitesse élevée au-dessus de la zone ciblée.
Comme le B-17, le B-24 possède un ensemble de mitrailleuses Browning M2 de calibre 12,7 mm dans la queue, sur le ventre, le toit, les côtés et le nez pour le défendre contre les chasseurs ennemis. Cependant, à la différence du B-17, la tourelle-boule peut être rétractée dans le fuselage quand elle n'est pas utilisée, grâce au petit espace libre entre le sol et le fuselage. La tourelle-boule Sperry fait sa première apparition sur des B-24D début 1943, mais les premiers modèles D furent équipés de tunnel guns (une mitrailleuse calibre 50 sur un affût traversant le plancher), puis la tourelle ventrale Bendix contrôlée à distante sera également utilisée (sans succès) comme sur les premiers exemplaires du B-17E, et sur quelques-uns des premiers bombardiers moyens B-25 Mitchell. L'utilisation générale des tourelles-boules par les États-Unis continue jusqu'en juillet 1944, quand les gains de performance l'emportent sur le besoin d'une défense ventrale. Dans l'ensemble, les tourelles ventrales (bien peu aérodynamiques) sont rendues superflues dans les zones où il n'y a pas de chasseurs ennemis.

## Histoire opérationnelle

### Déploiement initial

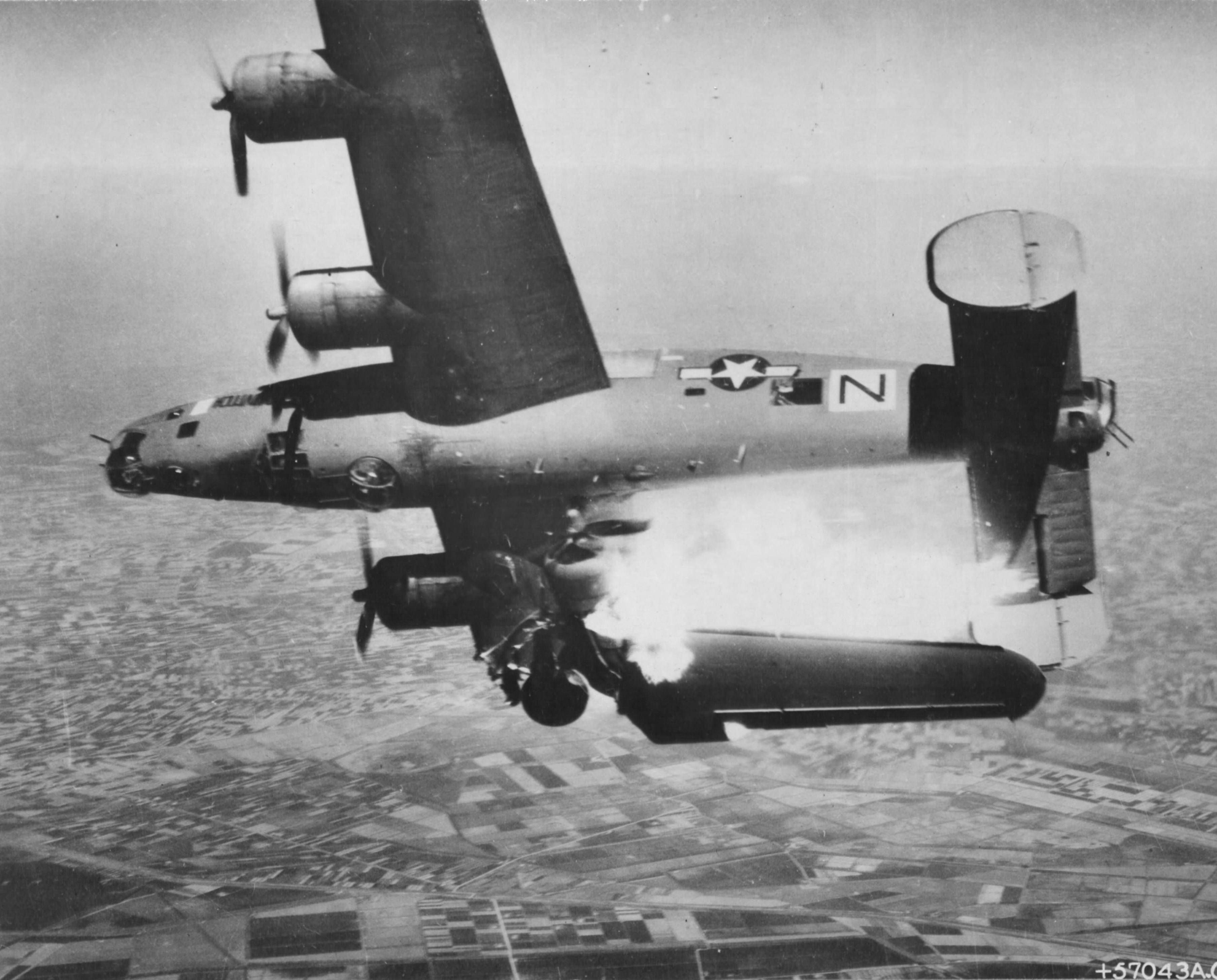
Le B-24L Stevonovitch II (serial AAF 44-49710) du 464th Bomb Group, touché par un tir de flak alors qu'il sert d'appui aérien pour les troupes au sol, le 10 avril 1945. Le colonel James Gibson, officier de commandement du 779th Bomb Squadron et neuf autres militaires sont tués ; un mitrailleur latéral s'est éjecté et a survécu.

Les Liberator GR I britanniques sont les premiers B-24 utilisés en opérations. La toute première utilisation de Liberator par les britanniques est celle des anciens YB-24 de l'USAAF (désignés LB-30B) qui, n'étant pas propices au combat, sont utilisés comme transports à grande portée par l'Atlantic Return Ferry Service, envoyant des pilotes convoyeurs civils qui livrent des avions comme le Lockheed Hudson, à travers l'Atlantique vers le Canada.  Le rôle le plus important pour le premier groupe de Liberators GR I, est la patrouille anti-sous-marine avec le Coastal Command de la RAF pendant la bataille de l'Atlantique.
Plus tard, en 1941, le premier Liberator I entre en service dans la RAF. Ce modèle introduit les réservoirs de carburant auto-obturants et les tourelles motorisées. Au même moment, Consolidated ajoute une section de 79 cm à l'avant du fuselage pour créer plus d'espace pour les membres d'équipage. Les Liberator II sont répartis entre le Coastal Command, le Bomber Command et la BOAC. Deux escadrons de la RAF avec des Liberator sont déployés au Moyen-Orient début 1942. Ce ne sont cependant pas les premiers Liberator à être au combat. Douze LB-30 récupérés sont déployés à Java avec le 7th Bombardment Group 11th Bombardment Squadron et effectuent leur première mission de combat mi-janvier. Deux sont touchés par les chasseurs japonais, mais ils parviennent à se poser sans accident. Un est radié à cause des dégâts subis et l'autre se pose en catastrophe sur une plage.

### L'entrée en guerre des États-Unis

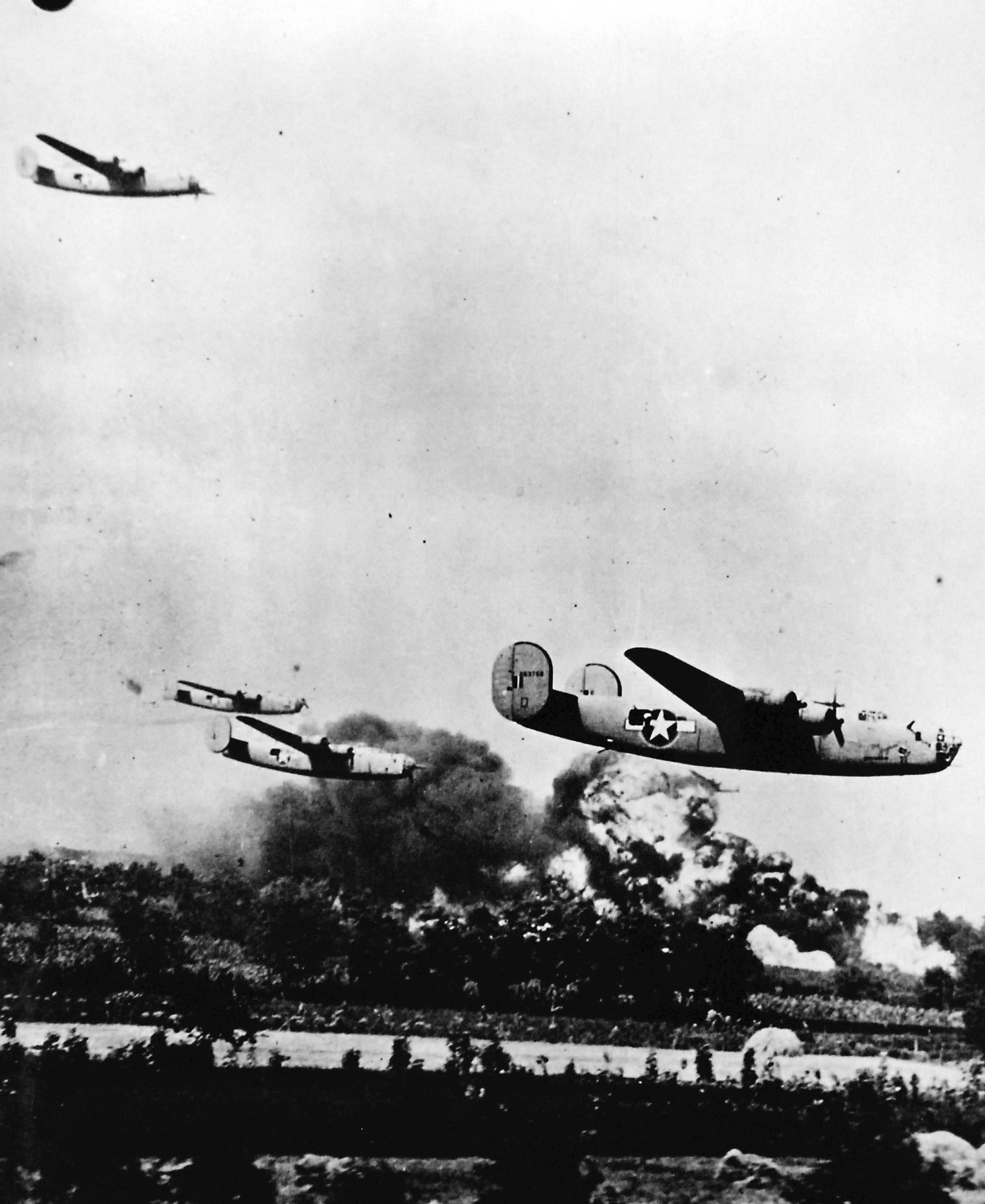
Des B-24 bombardent les champs pétrolifères de Ploieşti en août 1943.

L'United States Army Air Forces (USAAF) prend livraison de ses premiers B-24A en 1941. Le seul B-24 à Hawaï est détruit par l'attaque des japonais sur Pearl Harbor le 7 décembre 1941. Comme la RAF, l'USAAF les utilise d'abord comme avions de transport. Les B-24 américains entrent au combat en 1942 quand, le 6 juin, quatre B-24 d'Hawaï déployés vers les îles Midway, tentent une attaque sur l'atoll de Wake, mais sans parvenir à la trouver. Le 12 juin 1942, 13 B-24 volant depuis l'Égypte attaquent les champs pétrolifères et les raffineries aux environs de Ploiești en Roumanie.
Au cours des trois années suivantes, les escadrons de B-24 sont déployés sur tous les théâtres de la guerre : africain, européen, Chine-Birmanie-Inde, la bataille de l'Atlantique, le théâtre du Pacifique du sud-ouest, et le théâtre du Pacifique. Dans le pacifique, le B-24 (et son jumeau, le PB4Y Privateer de la Navy) est finalement désigné comme le bombardier lourd standard pour simplifier la logistique et profiter de leur long rayon d'action, remplaçant le B-17 à plus courte portée qui a servi tôt dans la guerre autour du Pacifique depuis les Philippines, l'Australie, Espiritu Santo, Guadalcanal, Hawaï, et pendant la bataille de Midway depuis les îles Midway.

### Production en temps de guerre
Le travail de développement continue avec la production par Consolidated d'une poignée de B-24C avec des moteurs turbocompressés à la place de ceux à compresseur mécanique. Les moteurs turbocompressés comportent des nacelles ovales aplaties qui permettent de distinguer tous les modèles ultérieurs du Liberator.
La première version produite en masse est le B-24D (Liberator III dans le service britannique) qui entre en service début 1943. Il a des moteurs turbocompressés et une capacité en carburant accrue. Trois mitrailleuses calibre 12,7 mm supplémentaires amènent l'armement défensif à plus de 10 mitrailleuses. Avec une masse maximale au décollage de 27 000 kg, il est l'un des plus lourds avions du monde ; comparable avec les « lourds » britanniques, les Stirling, Lancaster et Halifax.

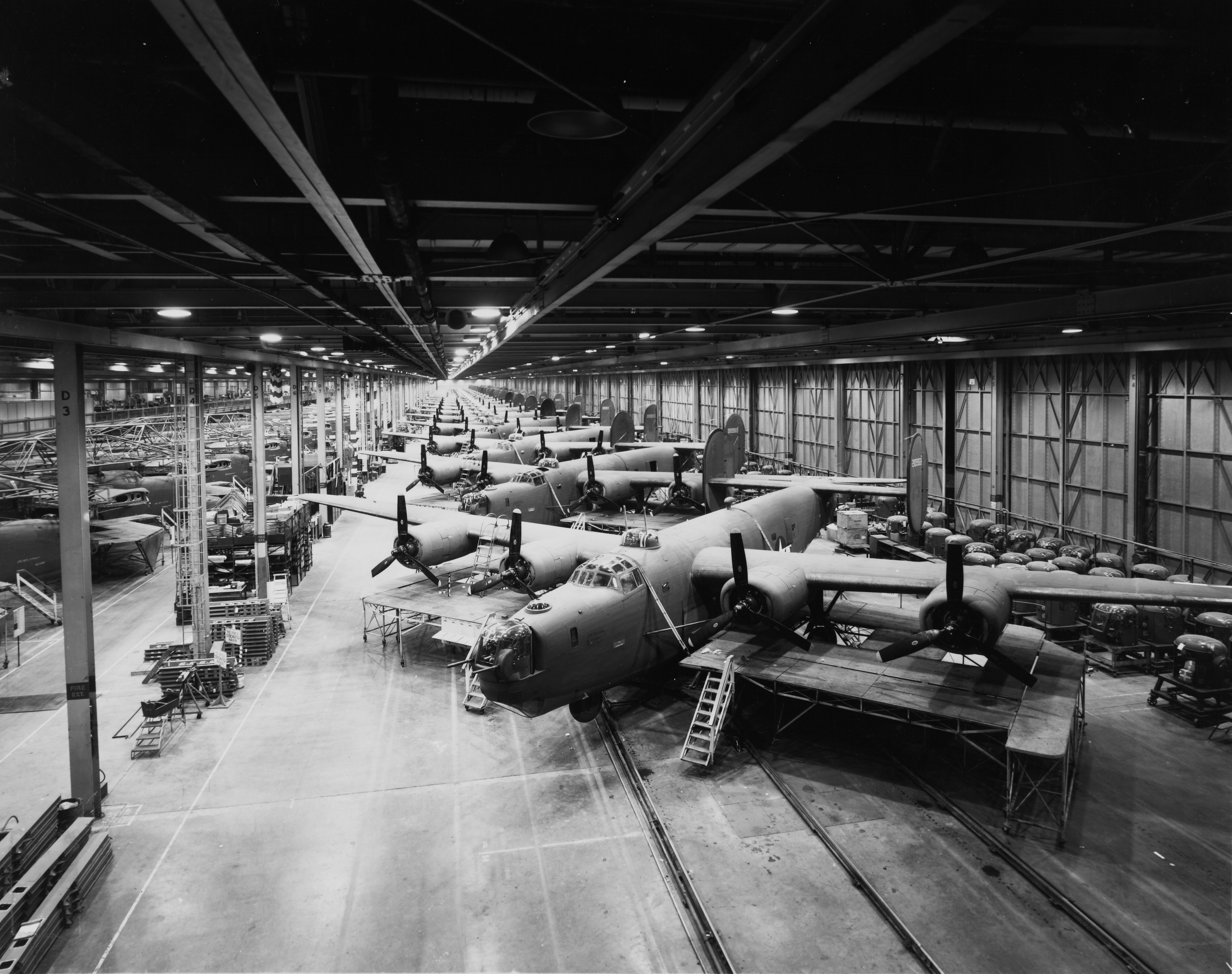
Des B-24 en construction à l'usine Ford Motor's de Willow Run.

La production des B-24 augmente à un rythme surprenant tout au long de 1942 et 1943. Consolidated Aircraft triple la taille de son usine à San Diego et construit une nouvelle grande usine en dehors de Fort Worth, au Texas. La plupart des B-24 sont construits par Douglas Aircraft à Tulsa dans l'Oklahoma. North American construit une usine à Dallas (Texas), qui produit des B-24G et B-24J. Aucune d'entre elles ne sont des opérations mineures, mais elles sont éclipsées par l'usine Ford construite à cet effet à Willow Run, près de Détroit (Michigan). Ford a commencé les travaux à l'été 1941 et le premier appareil est sorti de la chaîne en octobre 1942. C'est alors la plus grande ligne d'assemblage au monde (330 000 m2). À son apogée, l'usine de Willow Run produit 650 B-24 par mois en 1944. En 1945, Ford a construit 70 % des B-24 en travail posté de 2 x 9 heures. Les pilotes et les équipages dorment dans 1 300 lits de camp à Willow Run attendant la sortie de l'usine de leur B-24. À Willow Run, Ford a produit la moitié des 18 000 B-24.
Chacune des usines de B-24 est identifiée avec un code de production : Consolidated/San Diego, CO ; Consolidated/Forth Worth, CF ; Ford/Willow Run, FO ; North American, NT ; Douglas/Tulsa, DT.
En 1943, le modèle du Liberator considéré par beaucoup comme la version « définitive » est présentée. Le B-24H est plus long de 25 cm, dispose d'une tourelle motorisée sur le dessus du nez pour réduire sa vulnérabilité en cas d'attaque de front, et est équipé de viseur, pilote automatique et système de transfert de carburant améliorés. Consolidated, Douglas et Ford ont tous produit le B-24H, tandis que North American a construit le B-24G légèrement différent. Les cinq usines ont basculé sur le B-24J presque identique en août 1943. Les B-24L et B-24M ultérieurs sont des versions allégées et très différentes dans l'armement défensif.

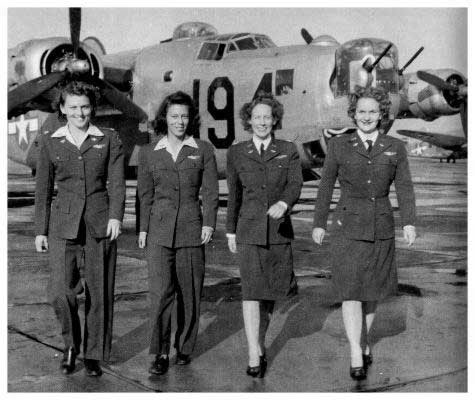
Les pilotes du WASP (de gauche à droite) Eloise Huffines Bailey, Millie Davidson Dalrymple, Elizabeth McKethan Magid et Clara Jo Marsh Stember, avec un B-24 en arrière-plan.

Étant donné que la guerre progresse, la complexité d'utilisation du Liberator continue de s'accroître.  Les versions du B-24 construites par chaque entreprise diffèrent légèrement, ce qui fait que les hangars de réparation doivent stocker de nombreuses pièces différentes pour pouvoir intervenir sur plusieurs modèles. Heureusement, le problème est résolu en 1944, quand North American, Douglas et Consolidated Aircraft à Fort Worth cessent de fabriquer des B-24, laissant la production aux seules usines de Consolidated à San Diego et de Ford à Willow Run.
Au total, 18 482 B-24 ont été construits en septembre 1945. Douze mille ont été en mis service dans l'USAAF, avec un pic de recensement de 6 043 en septembre 1944. La Navy a reçu 977 PB4Y-1 (Liberator initialement commandés par l'USAAF) et 739 PB4Y-2 Privateer, dérivé du B-24. La Royal Air Force a reçu environ 2 100 B-24 équipant 46 groupes de bombardement et 41 escadrons ; la Royal Canadian Air Force (RCAF), 1 200 B-24J ; et la Royal Australian Air Force (RAAF), 287 B-24J, B-24L et B-24M. Les Liberator sont les seuls bombardiers lourds utilisés par la RAAF dans le Pacifique. Deux escadrons de la South African Air Force (SAAF) ont également utilisé des B-24 : les 31e et 34e escadrons sous le 2nd Wing SAAF basés à Foggia (Italie). Ces deux escadrons sont engagés dans des missions de secours à Varsovie et Cracovie en Pologne pour aider la révolte polonaise contre l'occupation nazie.

### Bombardement stratégique
Bien que les pilotes ayant volé sur les deux avions préfèrent le B-17, le B-24 est plus rapide, a un plus grand rayon d'action, et peut emporter une tonne supplémentaire de bombes. C'est l'un des bombardiers fer de lance de la 8th Air Force américaine dans l'opération Pointblank contre l'Allemagne, formant un tiers de ses effectifs de bombardiers lourds, les deux tiers restants étant des B-17. Des milliers de B-24, volant depuis les bases en Angleterre, larguent des centaines de tonnes de bombes explosives et incendiaires sur des cibles allemandes militaires et industrielles. Le 44th Bombardment Group est l'un des deux premiers groupes de bombardement lourd à utiliser le B-24 avec le 8th Air Force dans les campagnes aériennes d'automne et d'hiver sur le théâtre d'opérations européen. Le 44th Bomb Group a effectué la première de ses 344 missions de combat contre les puissances de l'Axe pendant la Seconde Guerre mondiale le 7 novembre 1942.

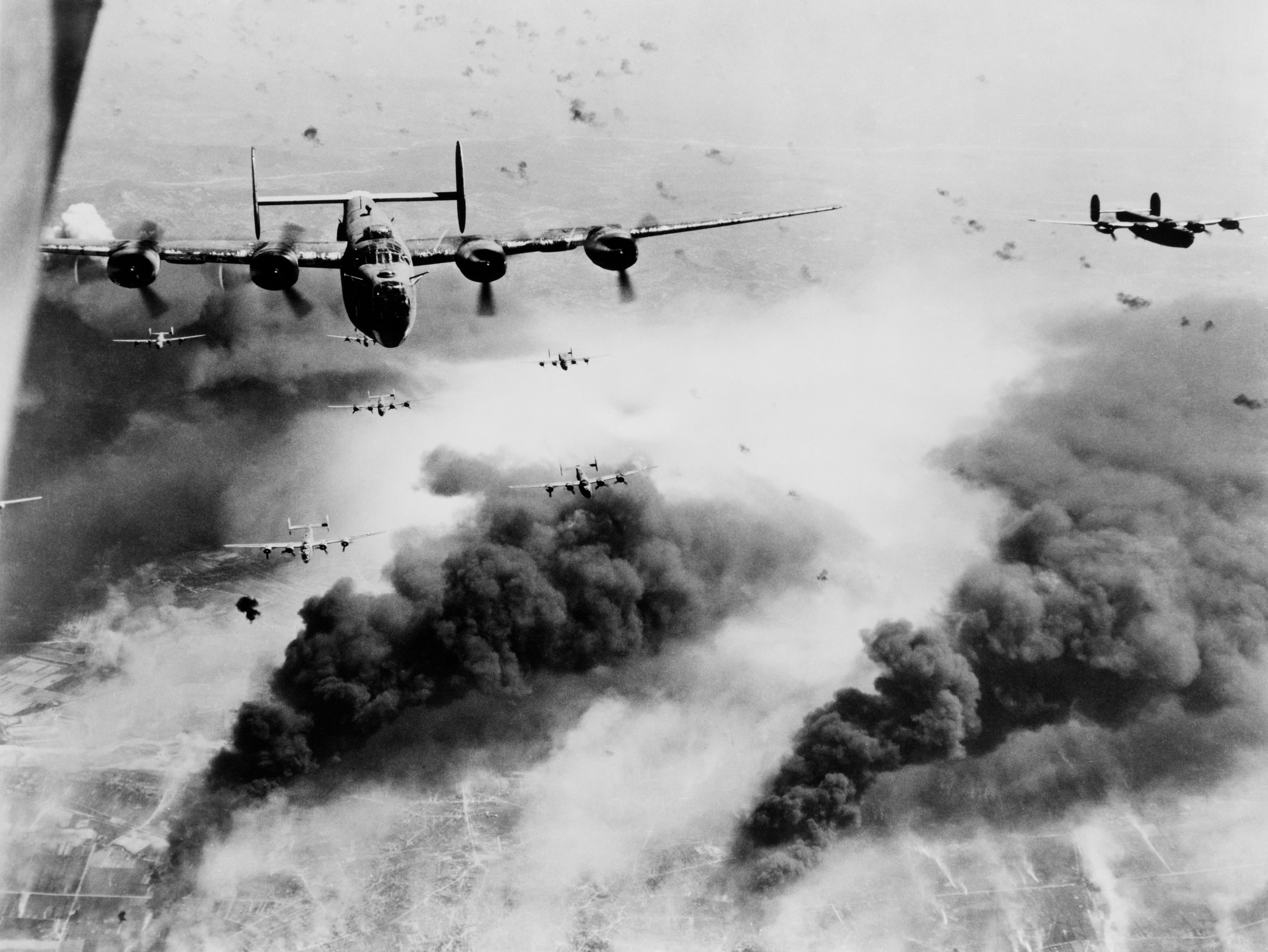
Des B-24 de la Air Force volant à travers la défense anti-aérienne et au-dessus de la zone de destructions causées par les précédentes vagues de bombardiers.

Les B-24 de la 9th Air Force, opérant depuis l'Afrique et l'Italie, et de la 15th Air Force, opérant également depuis l'Italie, jouent un rôle majeur dans le bombardement stratégique. Quinze des groupes de bombardement de la 15th Air Force utilisent le B-24. La 9th Air Force s'installe en Angleterre en 1944 pour devenir une force aérienne tactique, et tous ses B-24 sont transférés aux autres forces aériennes, comme la 15th Air Force en Italie.
La première perte de B-24 au-dessus du territoire allemand a lieu le 26 février 1943. Plus tôt dans la guerre, la Luftwaffe allemande et le Royal Air Force britannique ont abandonné les bombardements de jour car aucun des deux ne pouvait compenser les pertes subies. Les Américains persistent cependant, à grand coût d'hommes et d'appareils. Entre le 7 novembre 1942 et le 8 mars 1943, le 44th Bomb Group perd 13 de ses 27 B-24 initiaux. Pendant quelque temps, les journaux ont demandé la permission pour un reporter d'aller sur une de ces missions. Robert Post et cinq autres reporters de The New York Times ont obtenu la permission. Post est le seul reporter assigné sur un groupe équipé de B-24, le 44th Bomb Group. Il vole sur le B-24 41-23777 (Maisey) dans la mission no 37 vers Brême (Allemagne). Intercepté juste avant  l'arrivée sur la cible, le B-24 fait l'objet d'attaque d'un Messerschmitt Bf 109 de la Jagdgeschwader 1. Le lieutenant Heinz Knoke (qui termine la guerre avec 31 victoires aériennes) abat le Liberator. Post et les 11 membres d'équipage à bord, sauf deux, sont tués. Knoke rapporte :

« Le feu s'est propagé le long de l'aile droite. L'hélice intérieure continue à tourner puis s'arrête. Et ensuite, soudainement, l'aile entière s'est rompue. À l'altitude de 900 mètres il y a eu une énorme explosion. Le bombardier s'est désintégré. La carcasse enflammée est tombée juste à l'extérieur du terrain de Bad Zwischenahn. »

Un total de 177 B-24 ont effectué la célèbre seconde attaque sur Ploiești en Roumanie (opération Tidal Wave) le 1er août 1943, volant depuis leurs bases dans le nord-ouest de la Libye. Fin juin 1943, les trois groupes de B-24 Liberator de le 8th Air Force sont envoyés en Afrique du nord en service temporaire dans la 9th Air Force. Le 44th Bomb Group est rejoint par les 93rd et 389th Bomb Group. Ces trois unités rejoignent les deux groupes de Liberator de la 9th Air Force pour l'attaque à basse altitude du 1er août 1943 du complexe pétrolier roumain de Ploiești occupé par les Allemands. Cet assaut audacieux par des bombardiers de haute altitude volant au niveau de la cime des arbres est une réussite coûteuse. Le 44th Group détruit ses deux objectifs assignés mais perd 11 de ses 37 bombardiers et leurs équipages. Le colonel Leon Johnson, le commandant du 44th Group, est récompensé de la Medal of Honor pour son autorité, comme c'est le cas pour le colonel John Kane, également connu comme « Killer » Kane, commandant du 98th Bomb Group. Kane et Johnson ont survécu à la mission mais trois autres bénéficiaires de la Medal of Honor pour leurs actions dans la mission — le lieutenant Lloyd Hughes, le major John Jerstad et le colonel Addison Baker — ont été tués au combat. Pour son action dans la mission de Ploiești, le 44th Group reçoit sa deuxième Distinguished Unit Citation. Des 177 B-24 envoyés dans cette opération, 54 sont perdus.
On convertit ensuite cinquante bombardiers B-24 en aéronefs marqueurs équipés de radars H2X. La première utilisation du « Mickey » sur ces appareils date du début d'une nouvelle campagne de bombardement sur Ploiești le 5 avril 1944. Ces avions ont effectué 1 132 sorties au cours de la Seconde Guerre mondiale.
Le Bomber Command de la RAF n'utilise pas les B-24 comme bombardiers sur l'Europe. L'escadron no 223, l'un des escadrons du Groupe 100 (Bomber Support) du Bomber Command, utilise 20 Liberator VI pour transporter du matériel de brouillage électronique pour contrer les radars allemands. Les Liberator sont également utilisés comme appareils de patrouille anti-sous-marine par le Coastal Command de la RAF.

## Autres rôles
Le long rayon d'action opérationnel du B-24 le rend approprié pour d'autres rôles dont la patrouille maritime, la patrouille anti-sous-marine, la reconnaissance, l'avion citerne, le transport de fret, et le transport de personnes. Winston Churchill utilise un Liberator II réaménagé (appelé Commando) comme avion de transport personnel.

### Ensembles de formation

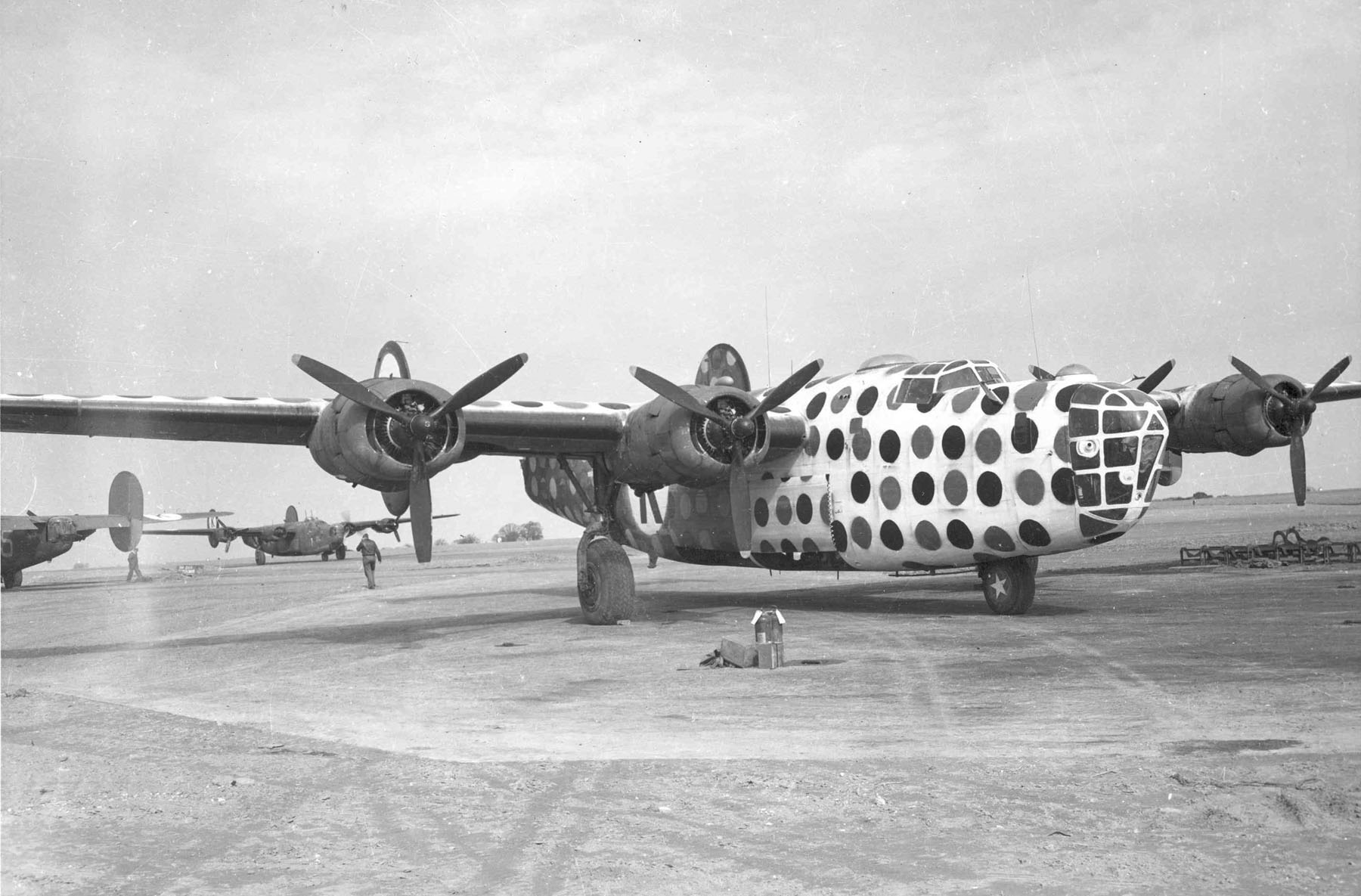
Assembly Ship B-24D-30-CO First Sergeant, 458th Bomb Group.

En février 1944, la 2nd Division autorise l'utilisation d'avions épuisés par la guerre spécialement équipés pour faciliter l'association de groupes individuels de formation. Connus comme « Assembly or Formation Ships », ils sont équipés d'un éclairage de signalisation, disposition pour la décharge de pièces pyrotechniques, et reçoivent un schéma de peinture distinctif individuel psychédélique à rayures, damiers ou pois pour leur permettre d'être facilement reconnus par leur groupe de bombardiers. Les appareils utilisés dans la première affectation sont des B-24D retirés par les 44th, 93rd et 389th BG. L'organisation des éclairages de signalisation varie d'un groupe à un autre, mais se compose généralement de lampes blanches clignotantes de chaque côté du fuselage organisées de façon à former la lettre d'identification de chaque groupe. Tout l'armement et les dispositifs de protection sont retirés, et dans quelques cas la tourelle de queue. Sur les B-24H utilisés à cet effet, la tourelle de nez est retirée et remplacée par un nez type « carpetbagger ». À la suite d'incidents dans lesquels les pistolets de détresse sont accidentellement activés à l'intérieur de la partie arrière du fuselage, quelques Formation Ship ont des pistolets pyrotechniques fixés sur les côtés du fuselage. Comme ces avions retournent normalement à la base une fois la formation établie, un équipage réduit de deux pilotes, un navigateur, un opérateur radio et un ou deux hommes pour les dispositifs éclairants est embarqué. Dans quelques groupes, un officier observateur vole à l'arrière pour diriger la formation. Ces avions deviennent connus comme chèvres de Judas.

### Opération Carpetbagger
Entre août 1943 et la fin de la guerre en Europe, des B-24D spécialement modifiés sont utilisés dans des missions classées secrètes. Dans un projet commun entre l'Army Air Forces et l'Office of Strategic Services (OSS), appelé « opération Carpetbagger », les pilotes et des équipages volent sur des B-24D modifiés, peints avec une peinture noir brillant anti-projecteur, pour ravitailler les troupes au sol partout dans l'Europe occupée par l'Allemagne. Ils utilisent aussi des C-47, A-26 Invader, et de Havilland Mosquito britanniques. Ils effectuent des missions d'espionnage (appelées « Joes ») et de commando avant et après l'invasion Alliée de l'Europe le Jour J, et retrouvent plus de 5 000 officiers et hommes de troupe qui ont échappé à la capture après avoir été abattus. L'opération nocturne à basse altitude est extrêmement dangereuse et affecte négativement ses membres d'équipage. Les premiers équipages choisis pour cette opération viennent des groupes de bombardement anti-sous-marins en raison de leur entraînement spécial pour voler à basse altitude et de leurs compétences de navigation précise. De plus, en raison de leurs compétences spéciales, ils ont été amenés à transporter du carburant pour l'armée du général George Patton, lorsque ses réserves ont été épuisées. Quand la mission a été terminée, il est noté que 3 114 264 L d'essence à indice d'octane de 80 ont été livrés sur trois différents aérodromes en France et en Belgique.

### Patrouille maritime

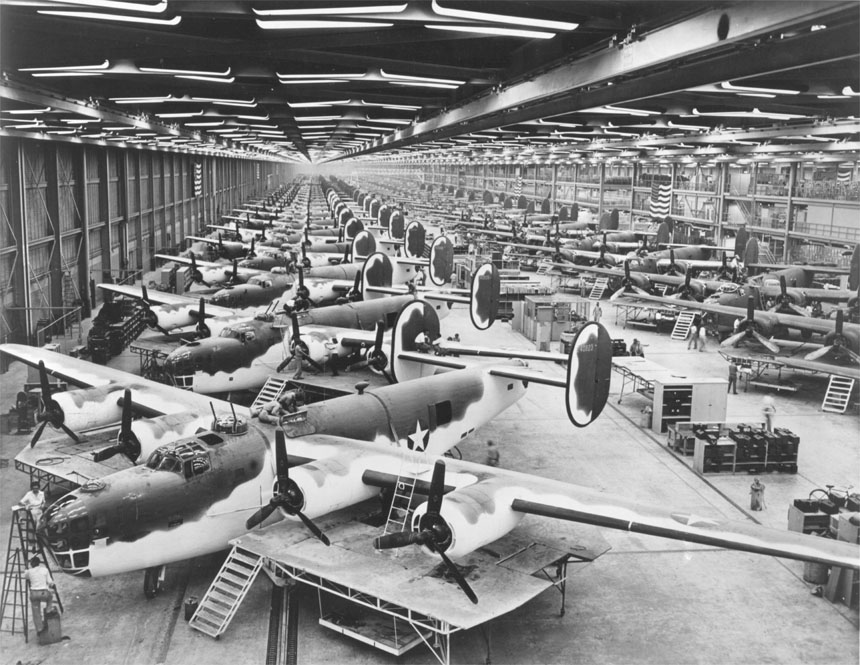
B-24 Very Long Range Liberator à l'usine Consolidated-Vultee à Fort Worth (Texas) au premier plan avec le schéma de peinture vert foncé et blanc. À l'arrière de cette première ligne se trouvent des C-87 Liberator Express dans plusieurs étapes d'assemblage.

Les Liberator apportent une grande contribution à la victoire des Alliés dans la bataille de l'Atlantique contre les U-Boot allemands. La décision d'affecter quelques Liberator au Coastal Command en 1941 pour patrouiller dans l'Atlantique Est donne immédiatement des résultats. Les Very Long Range (VLR) Liberator (Liberator à très long rayon d'action) « ont presque doublé la distance franchissable de la force de reconnaissance maritime de la Grande-Bretagne ». Ce rayon d'action accru permet aux patrouilles du Coastal Command de couvrir une partie de la zone de l'Atlantique hors de portée des autres avions terrestres, où les U-Boot opéraient encore sans risquer d'être attaqués et coulés par les avions Alliés.
Pendant 12 mois, l'escadron no 120 du Coastal Command avec sa poignée de premiers modèles de Liberator bien rapiécés et modifiés, participe à la seule couverture aérienne pour les convois dans la zone de l'Atlantique hors de portée des autres avions terrestres, le Liberator étant le seul avion militaire ayant une autonomie suffisante. Les VLR Liberator subissent un retrait partiel de leurs équipements de protection dont souvent les tourelles de mitrailleuses afin de diminuer la masse, tout en transportant de l'essence d'aviation supplémentaire dans leurs réservoirs de soute à bombes. Les Liberator sont équipés d'un radar ASV (Air to Surface Vessel, lutte-anti navire) Mark II, qui avec la Leigh light leur donne la capacité d'attaquer les U-Boot de jour comme de nuit.
Ces Liberator opèrent sur des deux côtés de l'Atlantique avec le Royal Canadian Air Force et la Navy à l'ouest ; et avec la RAF à l'est, basée en Irlande du Nord, en Écosse, en Islande et, à partir de la mi-1943, depuis les Açores. Ce rôle est dangereux, en particulier après que les U-Boot ont été armés de mitrailleuses antiaériennes supplémentaires, quelques-uns restant à la surface pour attaquer, plutôt que d'être en immersion et risquer d'être coulés par les torpilles ASW (anti-submarine warfare, lutte anti-sous-marine) et les grenades sous-marines des bombardiers. En plus de voler depuis la côte est des États-Unis, les Liberator américains volent depuis le Groenland, les Açores, les Bermudes, les Bahamas, Porto Rico, Cuba, Trinité, et partout d'où ils peuvent voler loin, au-dessus de l'Atlantique.
La tournure plutôt soudaine et décisive que prend la bataille de l'Atlantique en faveur des Alliés en mai 1943 est la conséquence de plusieurs facteurs. Cependant, ce n'est pas un hasard s'il coïncide avec l'arrivée tardive de beaucoup plus de VLR Liberator pour les patrouilles maritimes. Les Liberator sont crédités en totalité ou en partie de la destruction de 93 U-Boot.
En plus des patrouilles à très longue distance, le B-24 est crucial pour les patrouilles dans un rayon de moins de 1 600 km, sur les théâtres Atlantique et Pacifique où les Privateer de la Navy et les B-24 de l'USAAF détruisent les sous-marins allemands et japonais, ainsi que quelques navires de surface.
Le PB4Y Privateer de la Consolidated Aircraft est un bombardier de patrouille de la Seconde Guerre mondiale utilisé par la Navy, qui est directement dérivé du B-24 Liberator. La Navy a également utilisé des B-24 non modifiés comme PB4Y-1 Liberator, et ce type d'avion de patrouille est considéré comme tout à fait réussi. Cependant, un modèle complètement navalisé est avantageux et, en 1943, Consolidated Aircraft développe un bombardier de patrouille à long rayon d'action construit à cet effet, désigné PB4Y-2 Privateer, qui est visuellement différent des B-24 et PB4Y-1 en ayant un simple empennage vertical à la place d'une double dérive, et les verrières des mitrailleurs latéraux en forme de bulle, du même aspect que celles de l'hydravion de patrouille maritime du PBY Catalina de Consolidated.

### Transport aérien
Les premiers modèles de Liberator sont utilisés comme transporteurs de fret non-armés à long rayon d'action. Ils volent entre la Grande-Bretagne et l'Égypte (avec un grand détour autour de l'Espagne au-dessus de l'Atlantique), et sont utilisés dans l'évacuation de Java dans les Indes orientales. Les Liberator II sont convertis pour ce rôle et sont utilisés par la British Overseas Airways Corporation (BOAC) pour des services transatlantiques et plusieurs autres itinéraires de transport aérien de longue distance. Cette version du Liberator est désignée LB-30A par l'USAAF.
Début 1943, le besoin d'un avion de transport avec des meilleures performances à haute altitude et un plus long rayon d'action que le C-47 Skytrain devient pressant. Une version de transport du B-24 et proposée, et peu de temps après, un B-24D qui a été endommagé dans un accident est converti en avion cargo avec la suppression de son nez transparent et l'installation d'un plancher plat.

#### Version C-87
En avril 1943, l'avion de transport C-87 Liberator Express entre en production à Fort Worth au Texas. Le C-87 dispose d'une grande porte cargo, de moteurs turbocompressés moins puissants, d'un plancher pour le fret dans la soute à bombes, de quelques vitres latérales et n'a pas de tourelles de mitrailleuses. Le poste du navigateur est déplacé derrière le pilote. Les premières versions sont équipées d'une simple mitrailleuse Browning de 12,7 mm dans la queue, et quelques C-87 sont également équipés de deux mitrailleuses fixes de 12,7 mm dans le nez, commandées par le pilote, même si elles sont finalement enlevées. Le C-87A, plus dédié aux VIP, est également produit en petit nombre.
Le C-87 est également désigné RY-2 ou Liberator Cargo VII. Bien que seulement 287 C-87 et versions RY sont produits, ils sont tout de même importants dans les opérations de transport aérien de l'Army Air Force au début de la guerre quand les capacités des appareils lourds, de haute altitude et à long rayon d'action sont rares. Le C-87 vole sur plusieurs théâtres de la guerre, dont des missions hasardeuses en vol depuis le Labrador vers le Groenland et l'Islande dans l'Atlantique nord. Sur le théâtre de Chine-Birmanie-Indie (CBI), le C-87 est utilisé pour transporter du fret et du carburant au-dessus de la Bosse (the Hump) (dans l'Himalaya) de l'Inde vers la Chine. Au début de la campagne, le C-87 est le seul avion de transport américain facilement accessible qui peut voler au-dessus de l'Himalaya, lourdement chargé, plutôt que d'effectuer un détour et utiliser des routes très dangereuses à travers les cols et les vallées.
Le C-87 n'est pas très populaire parmi les équipages qui y sont affectés. L'avion à la pénible habitude de perdre toute la puissance électrique du cockpit au décollage ou à l'atterrissage, tandis que la puissance et la fiabilité des moteurs avec les turbocompresseurs moins puissants laisse souvent à désirer. Il s'avère être plutôt vulnérable aux conditions de givrage, et est sujet à partir en vrille, même avec de petites quantités de givre accumulé sur l'aile Davis. Comme l'avion est conçu comme un bombardier qui largue son chargement en vol, le train avant du C-87 n'est pas conçu pour atterrir avec de lourds chargements, et plie souvent sous la pression. Les fuites de carburant, à l'intérieur du compartiment de l'équipage, du système de carburant hâtivement modifié sont très fréquentes. Enfin, contrairement à un avion de transport typique, conçu à cet effet, le C-87 n'est pas conçu pour résister à de grands déplacements de chargement car la plupart de son chargement est constitué des casiers à bombes fixes. En conséquence, il est relativement facile pour un équipage peu entrainé de charger un C-87 avec son centre de gravité trop loin en avant ou en arrière, rendant l'avion difficile à contrôler en raison de la stabilité longitudinale insuffisante ou excessive. Dans son autobiographie, Fate the Hunter, l'écrivain Ernest K. Gann rapporte que, pendant les vols de transport aérien en Inde, il évite de peu le crash dans le Taj Mahal d'un C-87 mal chargé. Dès que les avions de transport C-54 Skymaster et C-46 Commando, plus fiables, sont disponibles en grand nombre, les C-87 sont rapidement retirés de la zone de service au combat, et quelques derniers sont utilisés comme transport VIP ou comme B-24 d'entraînement des équipages.

#### Version C-109
Le C-109 est une version du B-24 destinée au transport de carburant, imaginé comme un avion d'appui pour les opérations du B-29 Superfortress dans le centre de la Chine. À la différence du C-87, le C-109 n'est pas construit sur les lignes d'assemblage mais est une conversion de bombardiers B-24 existants. Pour réduire la masse, la verrière de nez, l'armement, les carénages des tourelles et les équipements de bombardement sont supprimés. Plusieurs réservoirs de stockage sont ajoutés, permettant au C-109 d'emporter environ 11 000 L de carburant soit plus de 10 000 kg.
2000 C-109 sont initialement prévus pour appuyer 10 groupes de B-29 (environ 400) en Chine, mais la capture des îles Mariannes fournit un lieu de ravitaillement beaucoup plus facile d'accès pour les raids sur le Japon continental, et les objectifs sont considérablement réduits. Seuls 218 C-109 sont finalement convertis. Après le transfert des B-29, les C-109 sont réassignés à l'Air Transport Command. Selon l'histoire de l'Army Air Force dans la Seconde Guerre mondiale, au moins un escadron est assigné au IX Troop Carrier Command en Europe pour transporter du carburant aux forces terrestres et aériennes avançant sur le continent après le débarquement en Normandie.
Cependant, bien qu'un B-24 chargé pour le combat pourrait décoller sans danger, avec une marge, d'une piste de 1 800 m, un C-109 chargé a besoin de toute la longueur d'une telle piste pour quitter le sol, et les accidents au décollage ne sont pas rares. L'avion montre des caractéristiques de vol instables avec tous les réservoirs remplis, et s'avère très difficile à faire atterrir à pleine charge sur des terrains à plus de 6 000 ft (1 830 m) d'altitude par rapport au niveau de la mer, comme ceux autour de Chengdu. Après qu'il a été découvert que ces problèmes pouvaient être résolus en volant avec les réservoirs de stockage avant vides, cette pratique devient clairement la routine, accroissant la sécurité de l'équipage au prix de la perte d'une certaine capacité de carburant. Beaucoup de C-109 seront perdus lors du survol de the Hump pendant le pont aérien vers la Chine.
Des bombardiers B-24 sont également intensivement utilisés dans la région du Pacifique après la fin de la Seconde Guerre mondiale pour transporter du fret et des provisions pendant la reconstruction du Japon, de la Chine et des Philippines.

### Utilisation par l'Australie
En juin 1944, la Qantas Empire Airways met en service le premier de deux Liberator convertis, sur la route entre Perth et Colombo, pour s'ajouter aux PBY Catalina qui sont utilisés depuis 1943. La route, qui traverse l'océan Indien, est longue de 5 654 km, la plus grande ligne aérienne sans escale de l'époque. Les Liberator volent sur un itinéraire plus court (4 952 km), au-dessus de l'eau, de Learmonth à un terrain au nord-est de Colombo, mais ils peuvent effectuer le vol en 17 heures avec une charge 2 500 kg, tandis que les Catalina ont besoin de 27 heures et doivent emporter beaucoup plus de carburant alors que leur charge est limitée à seulement 450 kg. La route est appelée Kangaroo Service (service kangourou) et marque la première utilisation du désormais célèbre logo kangourou de Qantas ; les passagers reçoivent un certificat les proclamant comme membres de The Order of the Longest Hop (L'Ordre du plus long saut). Les Liberator sont par la suite remplacés par des Avro Lancastrian.

### Utilisation par la Luftwaffe
Le B-24 a été utilisé par l'unité allemande d'opérations secrètes KG 200, qui l'a également testé, évalué et a quelquefois utilisé clandestinement des appareils ennemis capturés pendant la guerre.

### Utilisation soviétique
Seul un B-24 est officiellement livré à l'URSS conformément aux accords du Lend-Lease, abandonné à Iakoutsk alors qu'il effectue une mission gouvernementale pour l'Union soviétique en novembre 1942. De plus, 73 Liberator de plusieurs versions qui avaient effectué des atterrissages forcés sur des terrains européens sont récupérés et 30 d'entre eux réparés et utilisés par le 45th BAD.

## Versions

### United States Army Air Forces
XB-24 (Model 32)conçu en 1938 comme amélioration du B-17 Flying Fortress à la demande de l'Army Air Corps. Il a une voilure spécialement conçue avec un grand allongement, un train d'atterrissage tricycle, et un double empennage vertical. Le XB-24 est commandé en mars 1939 et effectue son premier vol le 29 décembre 1939. Total : 1
YB-24/LB-30A (prototype de pre-production)six exemplaires sont envoyés en Grande-Bretagne dans le cadre du Lend-Lease, designés LB-30A. Total : 1 YB-24 et 6 LB-30A
B-24version d'essai en service du XB-24, commandée le 27 avril 1939, moins de 30 jours après que le XB-24 a été commandé et avant qu'il ne soit achevé. Un certain nombre de modifications sont effectuées : suppression des becs de bord d'attaque, ajout d'un système de dégivrage. Total : 7

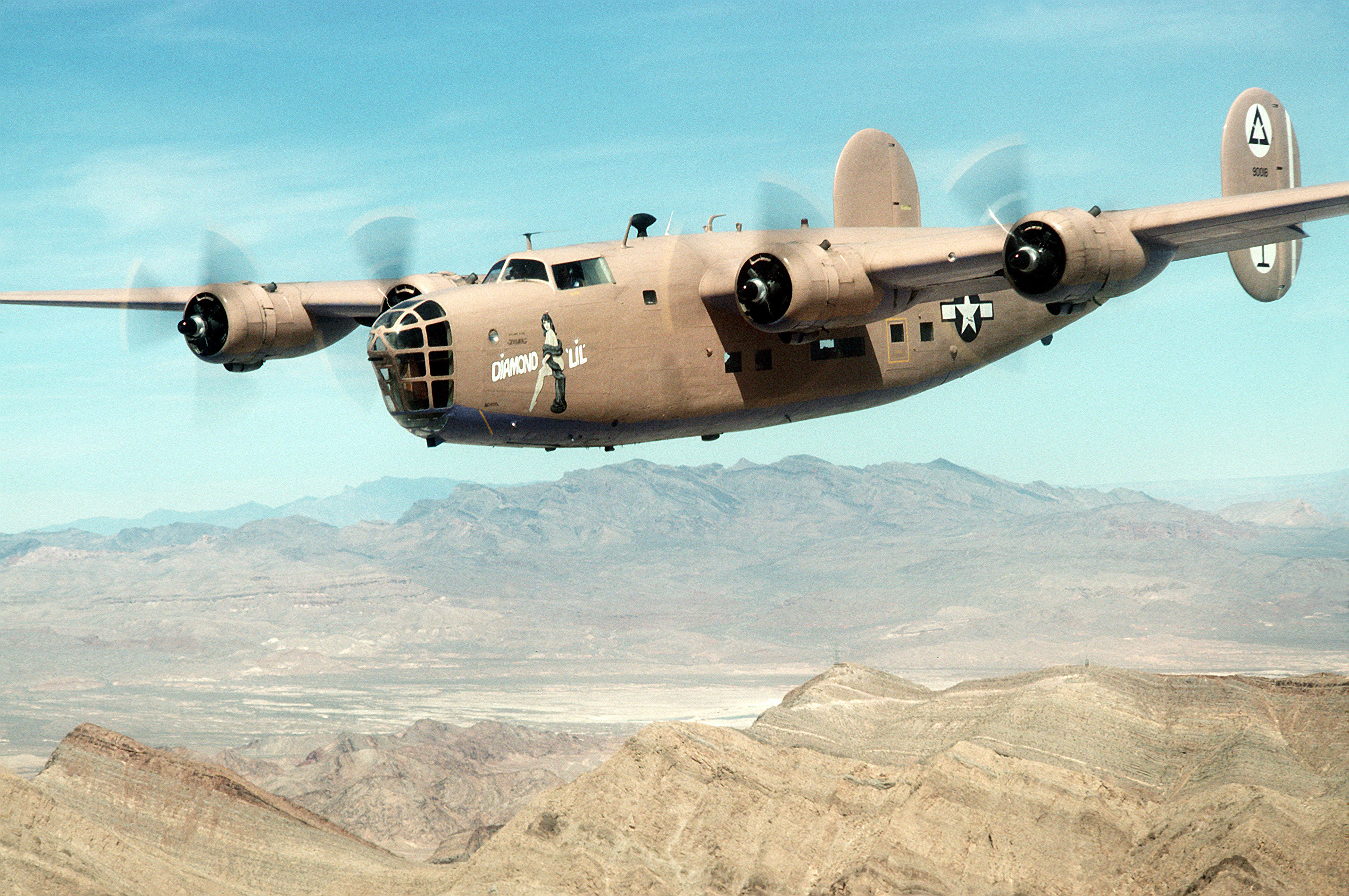
LB-30A Diamond Lil de la collection de la Commemorative Air Force. L'appareil revient à la configuration B-24A et est renommé Ol' 927. Il reprend son nom de Diamond Lil en mai 2012,.

B-24A/LB-30Bcommandé en 1939, le B-24A est le premier modèle de production. En raison du besoin de bombardiers lourds, le B-24A est commandé avant même le premier vol du B-24, toutes versions confondues. La principale amélioration par rapport au XB-24 est l'aérodynamique, ce qui conduit à de meilleures performances. Plusieurs sont envoyés en Grande-Bretagne dans le cadre du Lend-Lease comme LB-30B. Total : 18 B-24A et 20 LB-30B
XB-24Bquand le XB-24 échoue à atteindre sa vitesse maximale prévue, les moteurs en étoile Pratt & Whitney R-1830-33 d'une puissance de 1 000 ch (746 kW) qui l'équipent sont remplacés par des R-1830-41 en étoile turbocompressés de 1 200 ch (895 kW), ce qui augmente sa vitesse maximale de 59 km/h. Les capots moteurs ont une forme elliptique pour permettre l'ajout de turbocompresseurs. La version XB-24B ne dispose pas non plus des fentes du moteur du XB-24. Total : 1 XB-24 converti
B-24Cconversion du B-24A avec des moteurs R-1830-41 turbocompressés. Pour contenir le compresseur et le refroidisseur, les capots sont de forme elliptique et les nouveaux équipements sont ajoutés sur les côtés. Le poste du mitrailleur de queue est amélioré par l'ajout de la tourelle Consolidated A-6 à fonctionnement hydraulique avec deux mitrailleuses de 12,7 mm ; une tourelle Martin motorisée est ajoutée à l'avant du fuselage. Total : 9 B-24A convertis

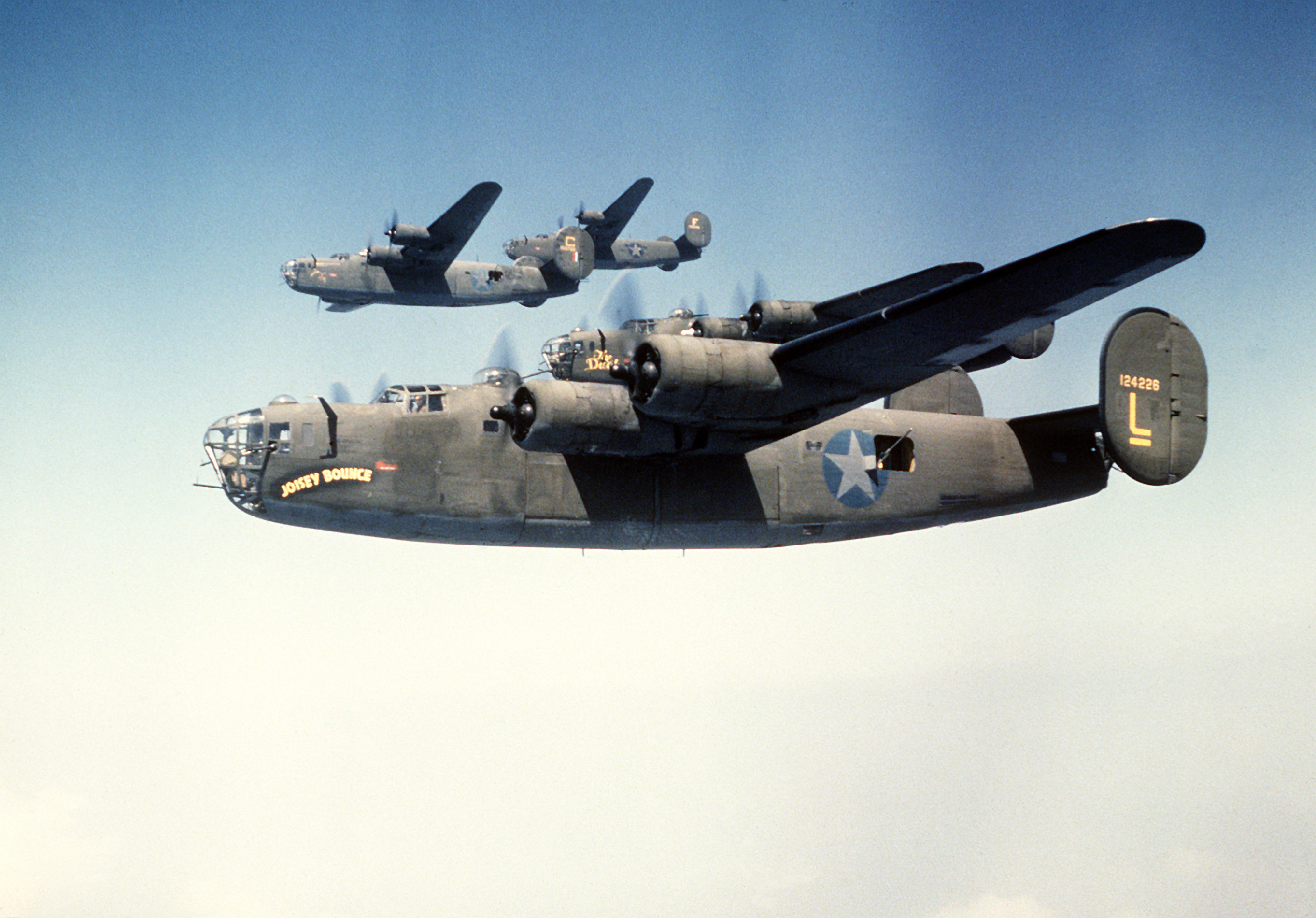
Des B-24D du 93rd Bomb Group en formation. L'avion au premier plan est le Joisey Bounce (serial 41-24226), accompagné de The Duchess (serial 41-24147), et le suivant au-dessus est le Boomerang (serial 41-23722).

B-24Dpremier modèle de production à grande échelle ; commandés entre 1940 et 1942 comme B-24C avec de meilleurs moteurs (R-1830-43 turbocompressés). Le modèle D est initialement équipé avec une tourelle ventrale Bendix contrôlée à distance et à vision périscopique, comme les premiers exemplaires du B-17E Flying Fortress et quelques premiers modèles du bombardier moyen B-25 Mitchell, mais elle s'est avérée peu satisfaisante en service et est abandonnée après le 287e appareil. Les appareils de production retrouvent l'ancien montage en « tube » à fonctionnement manuel, à une seule mitrailleuse calibre 12,7 mm. Il sera finalement remplacé par la tourelle-boule Sperry, qui a également été choisie pour les dernières forteresses B-17E, mais rendues escamotables pour le Liberator car le dessous du fuselage est très près du sol. Sur les derniers B-24D, des mitrailleuses de « joue », montées sur chaque côté du nez, juste derrière la verrière, sont ajoutées. Total : 2 696
B-24Eune petite modification du B-24D construite par Ford, avec des moteurs R-1830-65. Contrairement au B-24D, le B-24E garde la mitrailleuse tube sur le ventre. L'USAAF utilise essentiellement les B-24E comme avion d'entraînement puisque ce modèle n'est pas à la pointe en matière d'armements et d'autres technologies tout comme les appareils produits par Consolidated à San Diego. Ford a également construit des sous-ensembles pour Douglas ; ces sous-ensembles sont identiques aux B-24E construits par Ford, à l'exception qu'ils ont les mêmes moteurs que le B-24D (R-1830-43). Ces sous-ensembles sont envoyés par camion de Willow Run à l'assemblage final à Tulsa (Oklahoma). Total : 801
XB-24Fun prototype construit pour tester les dégivreurs thermiques à la place des « boudins » gonflables en caoutchouc classiques. Total : 1 B-24D converti
B-24Gdésignation des B-24D construits par North American suivant un contrat de 1942. Il est équipé avec la tourelle-boule Sperry et trois mitrailleuses de 12,7 mm dans le nez. Total : 25
B-24G-1désignation pour la version du B-24H construite par North American. La plupart des B-24G sont livrés à la 15th Air Force en Italie. Total : 405
B-24Hen raison de la vulnérabilité du B-24 à l'attaque frontale, le dessin du B-24H intègre une tourelle de nez électrique Emerson A-15. Environ 50 autres modifications sont effectuées sur la cellule, dont le réaménagement du poste du bombardier. La tourelle de queue reçoit de plus grandes vitres pour une meilleure visibilité et le dome de la tourelle Martin A-3 est agrandi. Les postes des mitrailleurs latéraux sont entourés de vitres en Plexiglas et décalés pour limiter les perturbations entre les mitrailleurs pendant le combat. La plupart des modèles H sont construits par Ford à l'usine de Willow Run. Total : 3 100

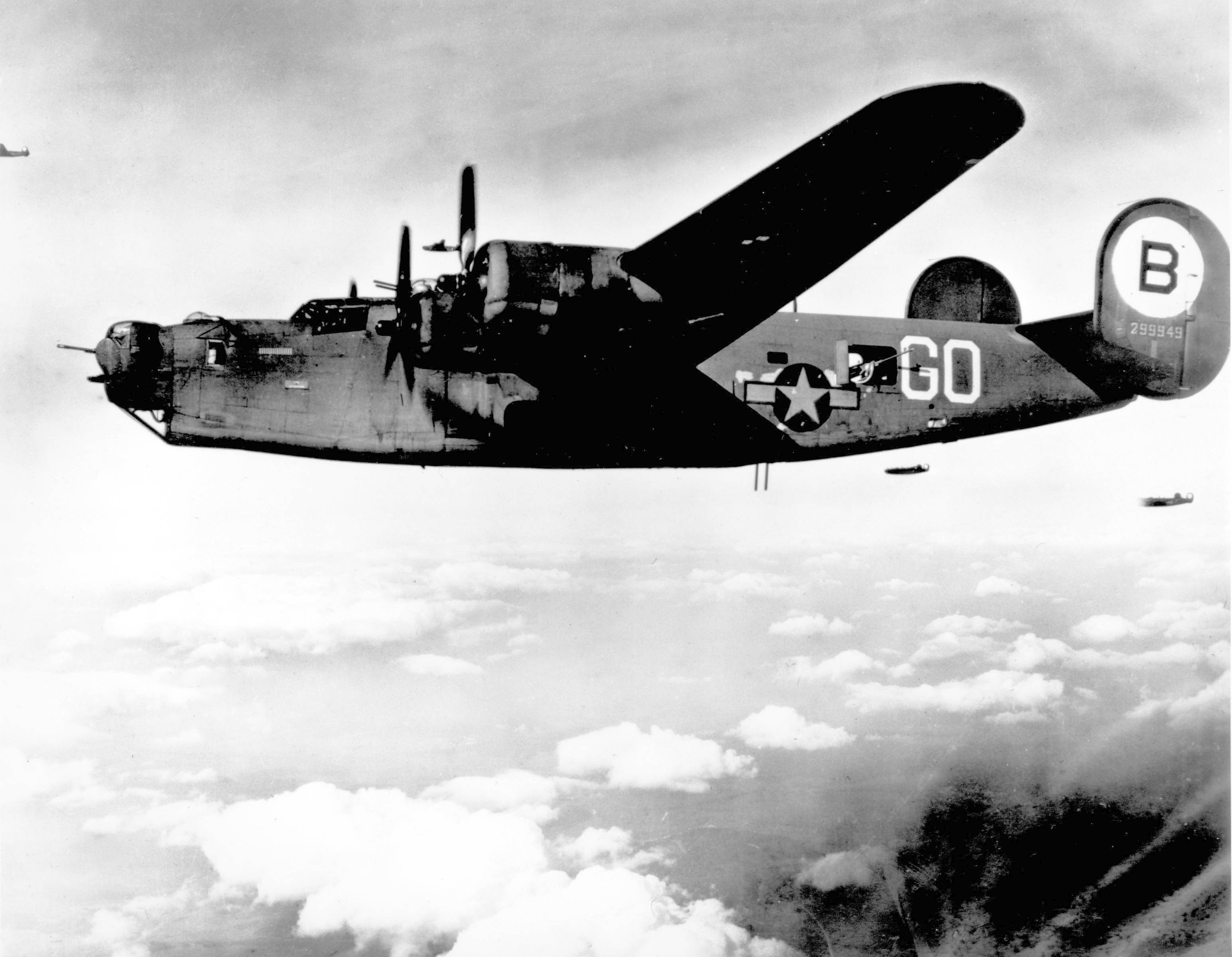
B-24J-55-CO (serial 42-99949) du 93rd Bomb Group, 328th Bomb Squadron ; perdu le 21 septembre 1944 au-dessus de la Belgique.

B-24Jle B-24J est très semblable au B-24H, mais le manque de tourelles de nez Emerson nécessite l'utilisation d'une tourelle hydraulique Consolidated A-6 modifiée dans la plupart des modèles J construits par Consolidated à San Diego à l'usine de Fort Worth. Le B-24J dispose d'un pilote automatique amélioré (type C-1) et d'un viseur des séries M-1. Les sous-ensembles du B-24H fabriqués par Ford et construits par d'autres entreprises et tous les modèles avec la modification C-1 ou M-1 sont désignés B-24J. Le modèle J est la seule version construite dans les cinq usines impliquées dans la production du B-24. Total : 6 678
XB-24Kun appareil expérimental construit par Ford, modification d'une cellule de B-24D avec un empennage vertical de B-23 Dragon. L'avion est plus stable et plus maniable que les autres modèles, ce qui conduit à la décision d'installer une simple dérive sur les PB4Y-2 et B-24N. Total : 1 B-24D converti
B-24Len raison de la masse excessivement élevée du B-24J, l'Army fait pression pour une version allégée. Sur le B-24L, la tourelle-boule Sperry est remplacée par un cercle au sol avec deux mitrailleuses calibre 12,7 mm, et la tourelle de queue A-6B est remplacée par une M-6A. Le dernier appareil est livré sans armement de queue. Une A-6B, M-6A, ou un montage de deux mitrailleuses calibre 12,7 mm à fonctionnement manuel est ensuite installé avant l'arrivée dans les unités opérationnelles. Le modèle L est construit seulement à Willow Run et à l'usine Consolidated de San Diego. Total : 1 667

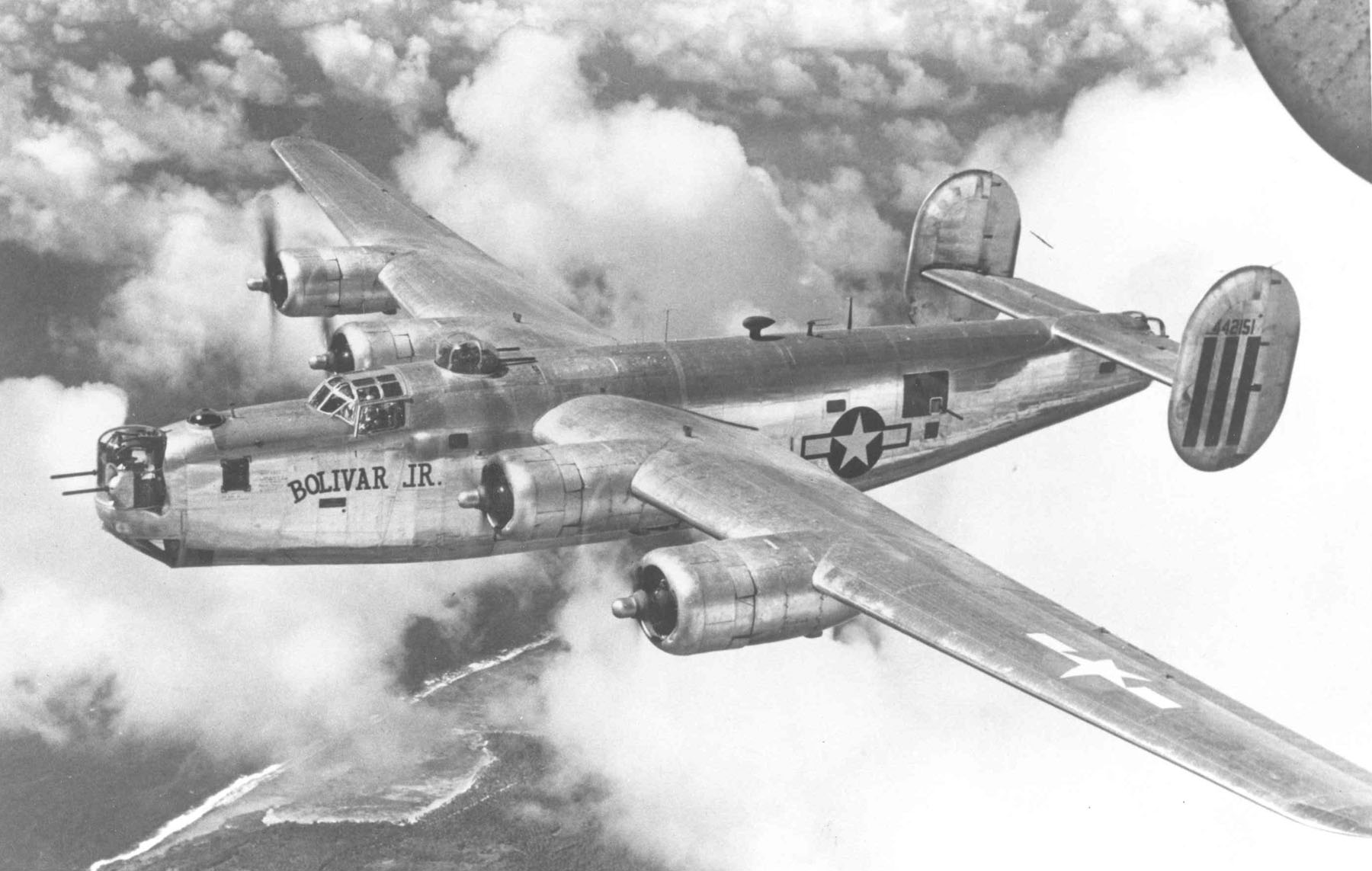
Le B-24M-20-CO Bolivar Jr. (serial 44-42151) du 431st Bomb Squadron, Bomb Group.

B-24Mun renforcement du B-24L avec une réduction de masse supplémentaire. Le B-24M dispose d'une version plus légère de la tourelle de queue A-6B ; les postes des mitrailleurs latéraux sont laissés ouverts. Pour une meilleure visibilité depuis le cockpit, à partir du block 20 (série 20) des appareils construits par Ford, le pare-brise est remplacé par une version avec structure affinée pour une meilleure visibilité . Le B-24M devient la dernière version de production du B-24 ; un certain nombre des B-24 construits volent seulement sur la route entre l'usine et la casse. Total : 2 593
XB-24Nun B-24J modifié pour accueillir une dérive simple. Il est également équipé de la tourelle-boule Emerson 128 dans le nez et un poste fixe de mitrailleur de queue. Alors que 5 128 B-24N sont commandés, la fin de la guerre conduit à l'annulation de tous les contrats avant le début de la production. Total : 1
YB-24Nversion de préproduction du XB-24N pour les essais en service. Total : 7
XB-24Pun B-24D modifié par le Sperry Gyroscope Company pour tester les systèmes  aéroportés de lutte contre l'incendie. Total : 1 B-24D converti
XB-24Qune conversion d'un B-24L par General Electric. Il est utilisé pour tester la tourelle de queue contrôlée par radar qui doit équiper le B-47 Stratojet. Total : un B-24L converti
XB-41comme il n'y avait pas de chasseurs capables d'escorter les formations de bombardiers pour les missions de frappes en profondeur au début de la Seconde Guerre mondiale, l'Army autorise des essais pour des bombardiers lourdement armés utilisés comme « gunship » d'escorte pour les missions de bombardement. Le XB-41 dispose de 14 mitrailleuses de 12,7 mm, dont une tourelle de menton Bendix et une deuxième tourelle Martin A-3 sur le dessus du fuselage. Un unique appareil est achevé en 1942. Les performances sont considérablement modifiées par l'ajout des tourelles supplémentaires. Les escortes ne peuvent alors pas continuer avec les formations de bombardiers une fois les bombes larguées. Les résultats des essais de 1943 sont très négatifs et le projet est rapidement annulé. Total : 1 B-24D converti
AT-22 or TB-24C-87 utilisés pour l'entraînement des ingénieurs de vol.
- RB-24L : développé pour l'entraînement des mitrailleurs du B-29 sur un système d'armements identique installé sur un B-24L
- TB-24L : même chose que pour le RB-24L, mais avec un équipement radar supplémentaire.

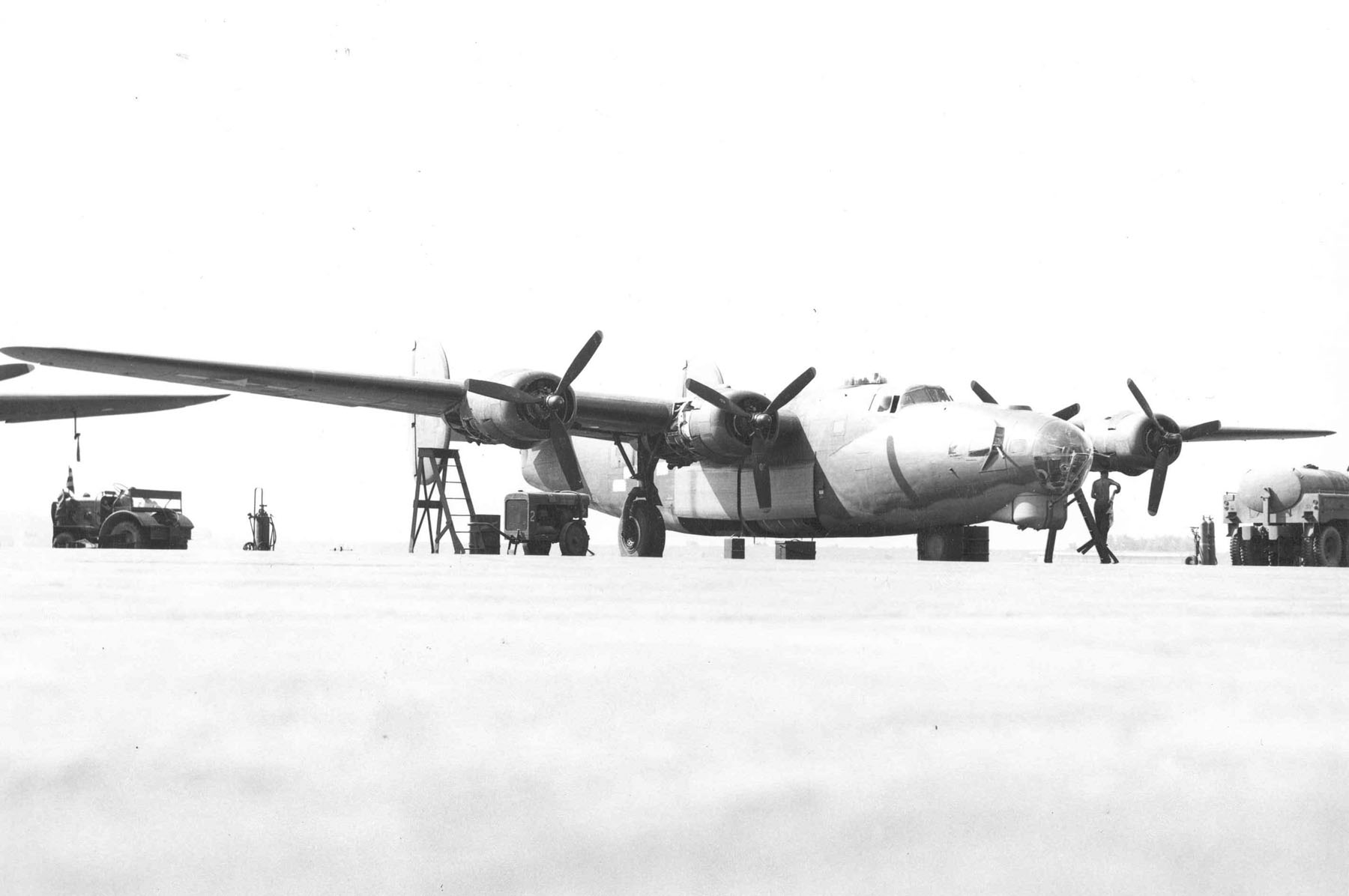
Un B-24J-15-CO expérimental, 42-73130, avec la partie avant d'un B-17G, comprenant la tourelle de menton, greffée dessus ; modification non choisie pour la production.

C-87 Liberator Expressversion de transport équipée pour 20 passagers.
- C-87A : transport VIP avec des moteurs R-1830-45 à la place des -43 et des couchettes pour 16 passagers.
- C-87B : projet de version de transport armée avec des mitrailleuses de nez, une tourelle dorsale et une mitrailleuse ventrale ; jamais produit.
- C-87C : désignation de RY-3 par l'USAAF/USAF

XC-109/C-109avions citernes avec un équipement spécialisé pour empêcher les explosions, utilisés pour transporter du carburant de l'Inde vers la Chine pour subvenir aux besoins des premiers raids de B-29 contre le Japon.
XF-7version de reconnaissance photographique dérivée du B-24D.
F-7version de reconnaissance photographique dérivée du B-24H ; bloc -FO.
F-7Aversion de reconnaissance photographique dérivée du B-24J ; trois caméras sont ajoutées dans le nez et trois dans la soute à bombes.
F-7Bversion de reconnaissance photographique dérivée du  B-24J ; six caméras dans la soute à bombes.
BQ-8un certain nombre de B-24D et B-24J usagés sont convertis en bombes volantes radioguidées pour attaquer les cibles allemandes. Joseph Patrick Kennedy, Jr. est tué à bord d'un BQ-8 pendant l'Opération Aphrodite.

### United States Navy
PB4Y-1désignation par l'USN de 976 B-24D, J, L et M navalisés construits à l'usine Consolidated de San Diego, tout comme un B-24G construit par North American. Les derniers appareils sont équipés d'une tourelle de proue ERCO.
PB4Y-1Pversion de reconnaissance photographique dérivée du PB4Y-1.
PB4Y-2 Privateerun PB4Y avec un seul grand empennage vertical et beaucoup d'autres améliorations et changements.
P5Yversion bimoteur de patrouille proposée du PB4Y-1 ; jamais construite.
RY-1désignation de l'USN pour le C-87A.
RY-2désignation de l'USN pour le C-87.
RY-3version de transport du PB4Y-2.
R2YLiberator Liner construit pour la Navy comme avion de transport avec 48 sièges avec un nouveau fuselage.

### Nomenclature britannique et sous-versions

Une rare photographie en couleur d'un LB-30A (YB-24) en service dans le RAF.

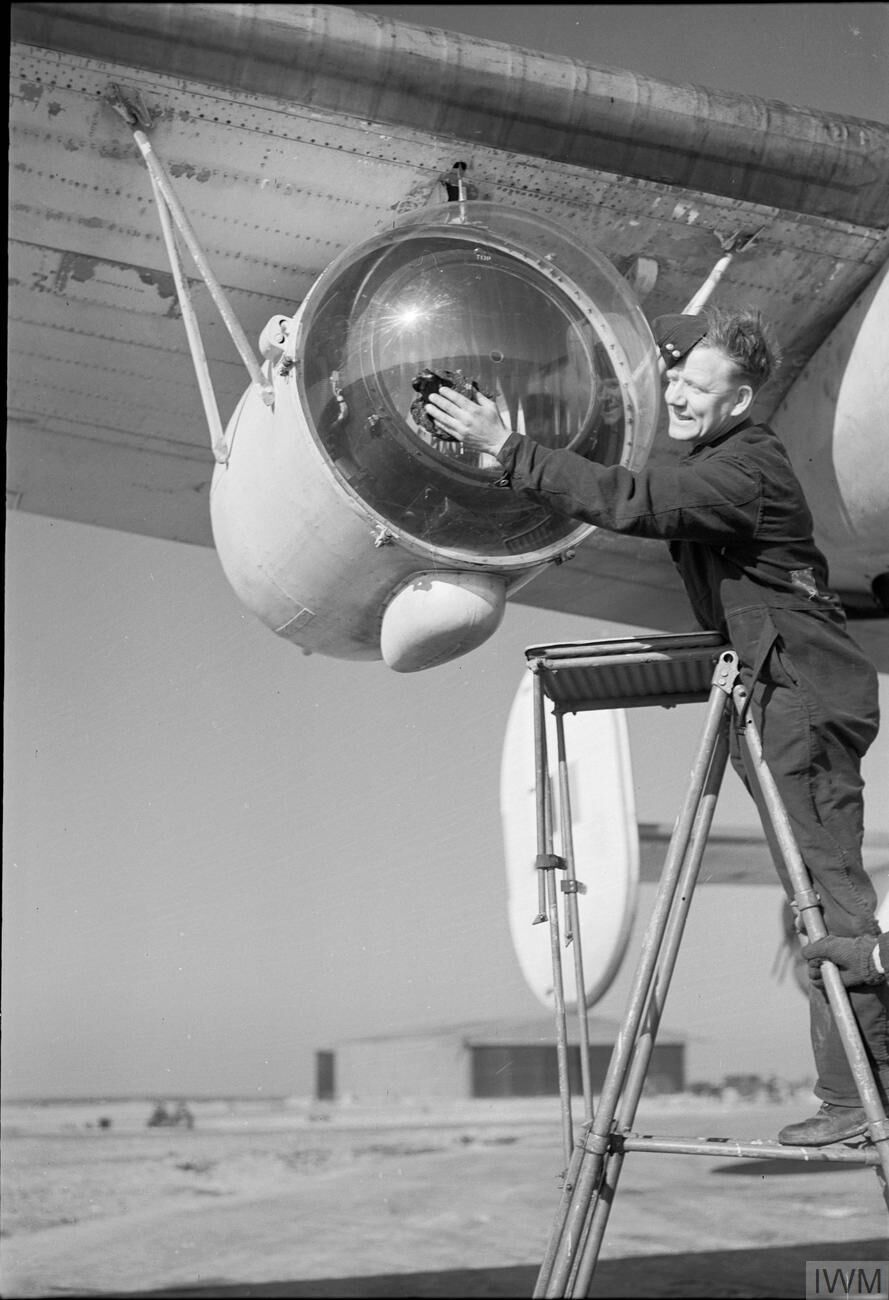
Armes anti-sous-marines : Leigh light, utilisée pour le repérage des U-Boot en surface la nuit, équipant un Liberator du Coastal Command de la Royal Air Force. 26 février 1944.

Liberator B Mk IB-24A, acheté directement pour la RAF. Considéré inapproprié pour le combat, certains sont utilisés comme GR.1 et utilisés dans les escadrons britanniques de patrouille anti-sousmarine. Total : 20
Liberator B Mk IIle premier B-24 prêt au combat. Les modifications incluent une extension du nez de 90 cm tout comme un fuselage arrière plus profond et un plus large empennage. Ce n'est pas directement équivalent aux B-24 mais similaire au B-24C, construit pour disposer d'un équipement et d'un armement britanniques. Une petite série de B Mk II sont reconstruits comme avions de transport non armés, désignés LB-30 dans l'USAF. Total : 165
Liberator B Mk IIIversion du B-24D avec une seule mitrailleuse Browning de 7,7 mm dans la tourelle avant, deux pour chaque sabord, et quatre dans la tourelle de queue Boulton Paul — semblable à celles sur les bombardiers lourds britanniques contemporains comme le Halifax — ainsi que d'autres équipements britanniques. La tourelle dorsale Martin est conservée. Total : 156
- - Liberator B Mk IIIA: B-24D du Lend-Lease avec équipement et armement américain.

Liberator B Mk IVréservé pour le B-24E, mais aucun document indique que la RAF en a véritablement reçu.
Liberator B Mk VB-24D modifié avec une capacité supplémentaire de carburant avec le même armement que le Liberator Mk III.
Liberator B Mk VIB-24H en service dans la RAF équipés d'une tourelle de queue Boulton Paul, mais conservant le reste de leur armement.
Liberator B Mk VIIIdésignation de la RAF des B-24J.
Liberator GR Mk VB-24D modifié par le Coastal Command pour la lutte ASM avec un radar de recherche et une Leigh light. Certains sont équipés de lanceurs de fusées, quatre sous chaque aile.
Liberator GR Mk VIdes B-24G/H/J utilisés comme avions de reconnaissance à long rayon-d'action par le Coastal Command.
Liberator GR Mk VIIIB-24J modifié par le Coastal Command de la RAF pour les missions de lutte ASM.
Liberator C Mk VILiberator B Mk VIII converti pour être utilisé comme avion de transport.
Liberator C Mk VIIdésignation britannique du C-87.
Liberator C Mk VIIILiberator G Mk VIII converti pour être utilisé comme avion de transport.
Liberator C Mk IXdésignation de la RAF des RY-3/C-87C
À la fin de la guerre, les Liberator de la RAF modifiés en Angleterre pour être utilisés dans le sud-est asiatique prennent le suffixe « Snake » marqué au pochoir en dessous du numéro d'identification pour leur donner la priorité de sortie dans la Méditerranée et au Moyen-Orient.

## Utilisateurs

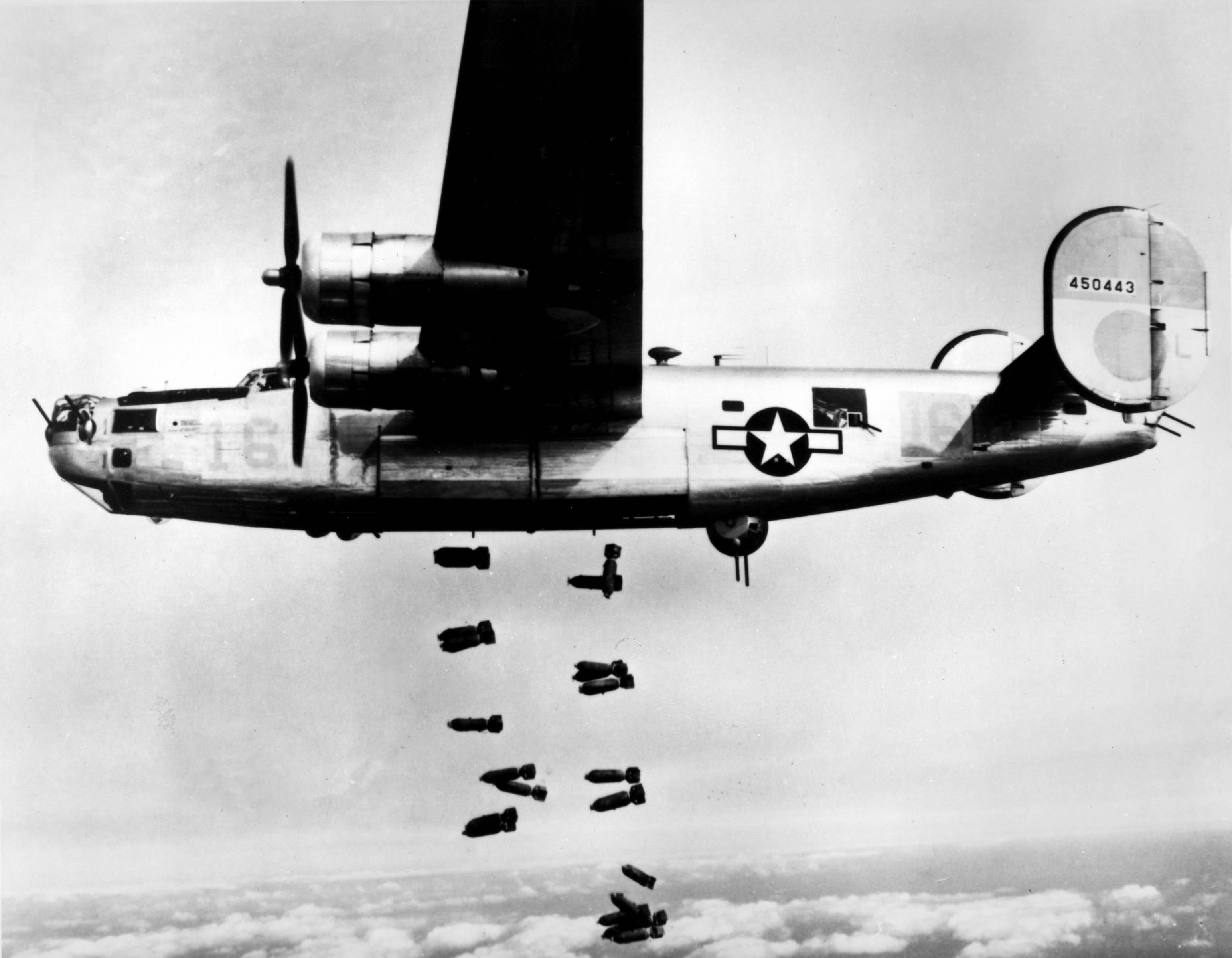
Un B-24M du 451st BG larguant ses bombes sur les gares de triage à Mühldorf en Allemagne le 19 mars 1945.

- Union d'Afrique du Sud : 2 squadrons de la SAAF sont dotés de Liberator, les 31e et 34e squadrons du 205e Group, engagés en Méditerranée.
- Australie :  287 B-24 Liberator, soit 12 B-24D, 145 B-24J, 83 B-24L et 47 B-24M qui équipe un total de 6 escadrons et 2 escadrilles.
- Reich allemand : comme Beuteflugzeug, avion capturé. Au moins trois avions : le B-24H no  42-52106 « Sunshine », le B-24H no  41-28779, le B-24D no  41-23659 « Blomb Bomber II »
- Brésil : un seul C-87 (désigné IS-C-87) au sein de l’école d’instruction technique de l'aviation.
- Canada : 88 appareils répartit en : 19 B-24D, 49B-24J, 16 B-24L et 4 B-24M auquel il faut ajouter les Liberator Mk V de la RAF utilisé au Canada pour la formation des pilotes du Commonwealth
- Chine : la Force aérienne de l’armée populaire de libération possède deux B-24M capturé aux nationalistes chinois pendant la guerre civile chinoise et utilisés jusqu'en 1952.
- États-Unis
- France : 2 B-24 passeront sous contrôle français : le B-24D no 41-23913, livré à Dakar le 1er avril 1944; et le B-24D no 42-40171, livré en Afrique française du nord le 9 avril 1944.
- Inde : un total de 42 B-24 récupérés dans des cimetières d'avions et restaurés par Hindustan Aeronautics Ltd. sont opérationnels avec les escadrons no 5, no 6 et no 16[1]. En 1973, les 13 B-24 survivants sont vendus à des musées.
- Royaume d'Italie : Le B-24D-CO no  41-23659 du 98e BG, surnommé « Blond Bomber II » se pose par erreur en Sicile le 20 février 1943. Capturé, il est inspecté par le centre d'essais de la Regia Aeronautica qui le remit le 19 juin 1943 à l’Allemagne[41].
- Nicaragua : la CIA livre deux B-24H dans les années 1950[réf. nécessaire].
- Pays-Bas : le No. 321 (Dutch) Squadron RAF (en) est doté de Liberator GR.VI à partir de décembre 1944. 25 avions de ce modèle voleront jusqu’au 19 décembre 1945.
- Pologne : No. 301 Polish Bomber Squadron (en) de la RAF du Gouvernement polonais en exil.
- Portugal : 4 B-24D et 1 PB4Y-1 se posent au Portugal neutre, ou ils sont internés. Ils seront utilisés pour le transport.
- République de Chine : Début 1944, 10 B-24 sont transférés à la Chine, mais retournés dès le mois d’août. En mai 1945, 3 avions, suivis de 34 autres B-24M en juillet sont livrés aux nationalistes chinois après la Seconde Guerre mondiale et sont utilisés pendant la guerre civile chinoise.
- Roumanie : au moins trois B-24D et un B-24J sont reconstruits à partir d'épaves près de Ploiești en 1943–44[42].
- Royaume-Uni : 2 070 B-24 ou dérivés, soit 1 865 B-24, 24 C-87, 26 RY-3.
- Tchécoslovaquie : Le 311e squadron tchèque de la RAF utilise des Liberator Mk VI (codés PP). Après la guerre, la Tchécoslovaquie obtient 12 B-24 en échange de 26 de ses Mosquito FB Mk VI.
- Turquie : Plusieurs B-24 forcés d’atterrir sur son sol sont internés. Un au moins, sera incorporé dans l’armée de l’air turque
- Union soviétique : Le B-24D no  41-11280 de l’USAAF fait un atterrissage forcé en Sibérie et sera incorporé aux livraisons Prêt-Bail pour la somme de 340 346,04 $.

## Caractéristiques (B-24J)
Caractéristiques générales

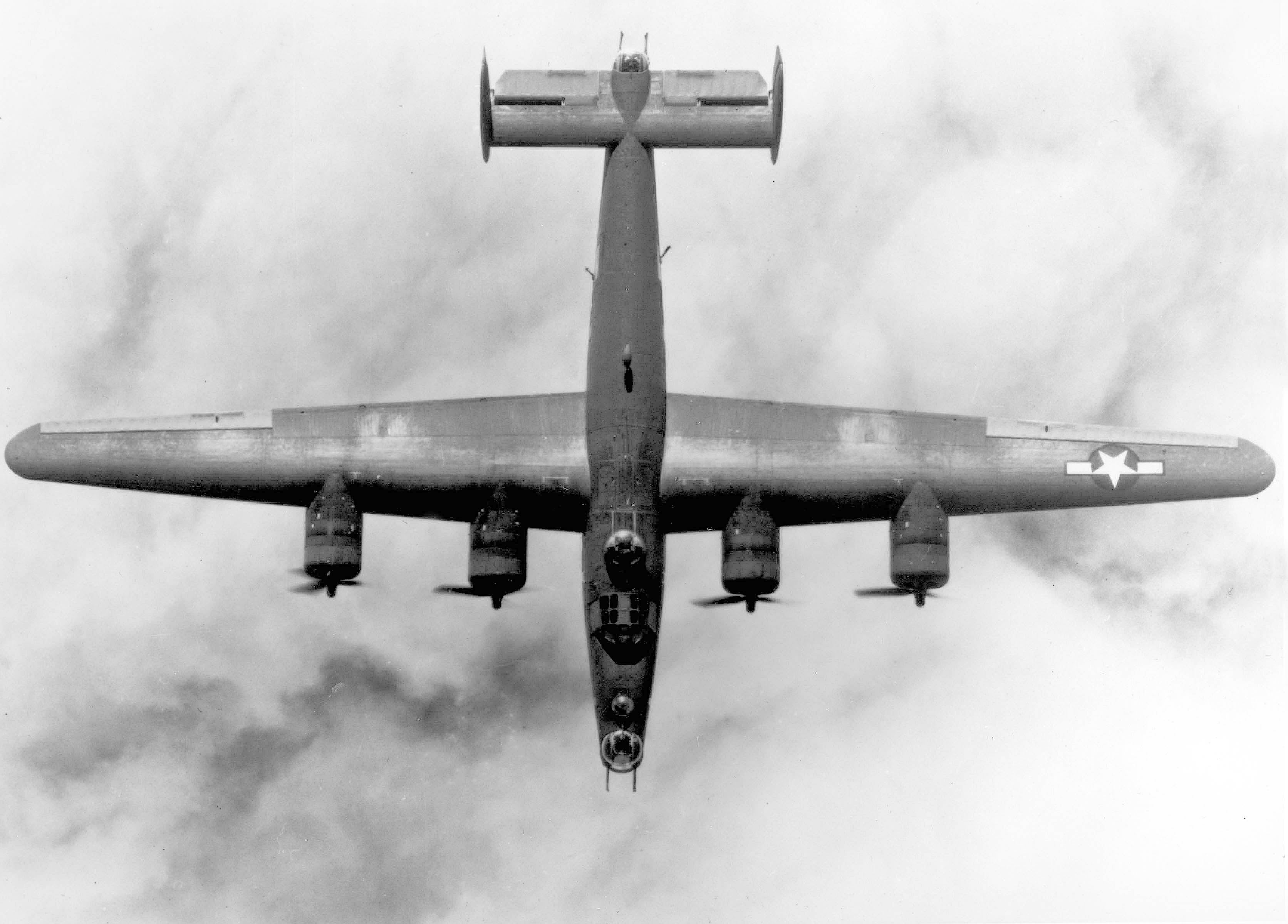
B-24 photographié du dessus, montrant le dessin d'aile Davis

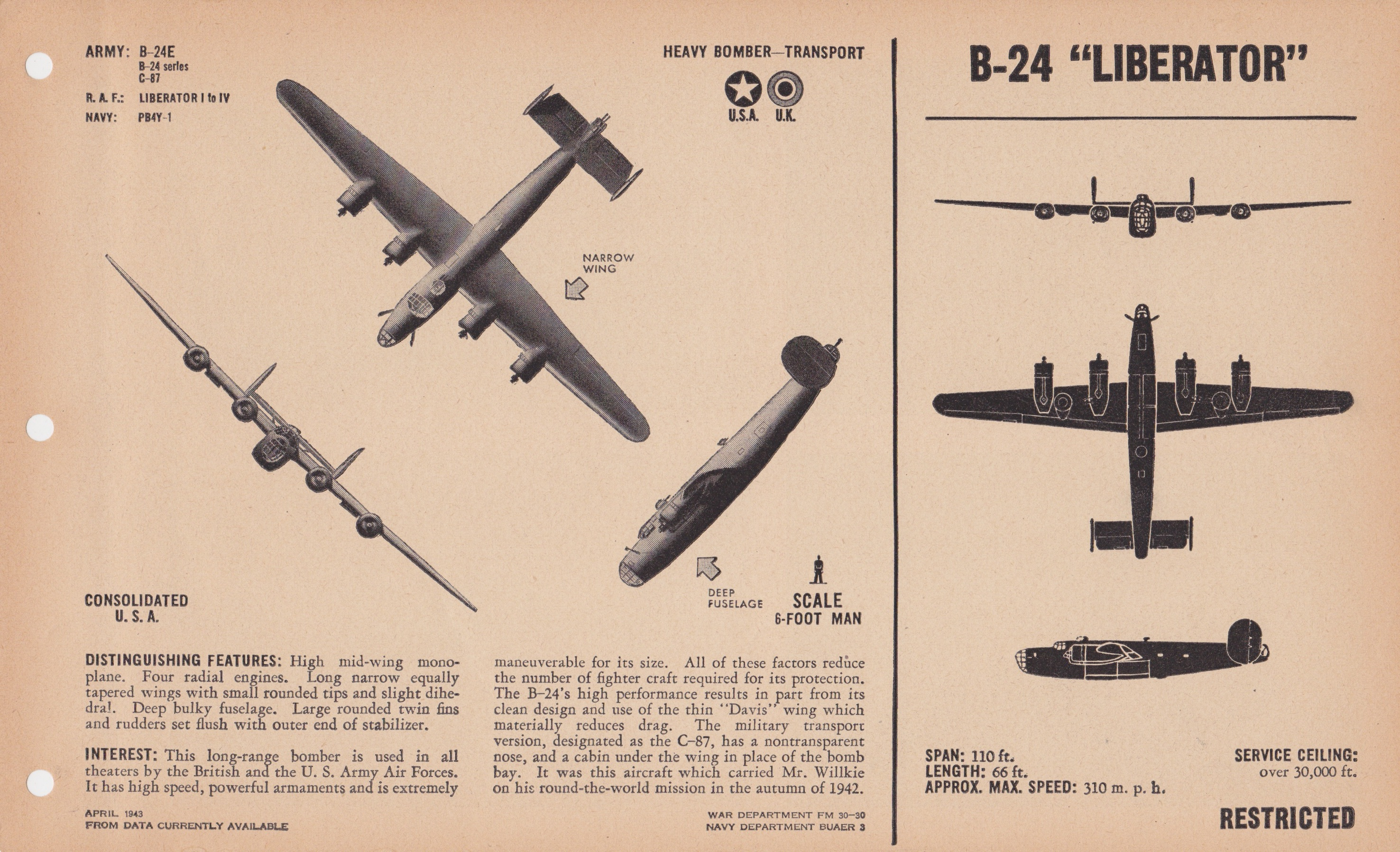
B-24E

- Équipage : 11 (pilote, copilote, navigateur, bombardier, opérateur radio, six mitrailleurs)
- Longueur : 20,6 m
- Envergure : 33,5 m
- Hauteur : 5,5 m
- Surface alaire : 97,4 m2
- Masse à vide : 16 590 kg
- Masse en charge : 25 000 kg
- Masse maximale au décollage : 29 500 kg
- Motorisation : 4 moteurs en étoile turbocompressés Pratt & Whitney R-1830-35 ou -41 de 1 200 ch (900 kW) chacun
- Coefficient de traînée : 0,0406
- Surface de frottements : 3,95 m2
- Allongement : 11,55

Performances
- Vitesse maximale : 470 km/h
- Vitesse de croisière : 346 km/h
- Vitesse de décrochage : 153 km/h
- Rayon d'action : 3 400 km
- Distance franchissable : 6 000 km
- Plafond : 8 500 m
- Vitesse ascensionnelle : 5,2 m/s
- Charge alaire : 256 kg/m2
- Puissance massique : 144 W/kg
- Finesse : 12,9

Armements
- Mitrailleuses : 10 Browning M2 (12,7 mm) regroupées par deux dans 4 tourelles (nez, queue, dessus, dessous) et deux situées sur le côté du fuselage.
- Bombes :
  - Court rayon d'action (640 km, 400 mi) : 3 600 kg
  - Long d'action (1 290 km, 800 mi) : 2 300 kg
  - Très long rayon d'action (1 930 km, 1 200 mi) : 1 200 kg

Source : Quest for Performance

## Membres d'équipage notables
- Don Herbert, présentateur de l'émission télévisée Watch Mr. Wizard, a effectué 56 missions comme pilote de Liberator au-dessus de l'Italie du nord, de l'Allemagne et de la Yougoslavie, et a gagné la Distinguished Flying Cross.
- Le sénateur américain et candidat à la présidentielle de 1972 George McGovern a servi comme pilote de B-24 dans des missions au-dessus de l'Italie en tant que membre du 455th Bomb Group de la 15th Air Force ; ses exploits en période de guerre et quelques-unes des caractéristiques du B-24 sont le sujet d'un livre de Stephen Ambrose, The Wild Blue.
- Le brigadier général de réserve de l'USAF Jimmy Stewart, a volé sur le B-24 comme officier de commandement du 703rd Bomb Squadron, 445th Bomb Group de la base RAF Tibenham (Royaume-Uni), avant d'être promu officier d'opérations du 453rd Bomb Group. De 1943 à 1944, Stewart est crédité de 20 missions de combat comme pilote dont une au-dessus de Berlin. Stewart a effectué plusieurs autres (peut-être plus de 20 supplémentaires) missions non créditées, remplissant ses fonctions de pilote. Les qualités de dirigeant de Stewart sont très appréciées ; les hommes qui ont servi sous ses ordres louaient le sang-froid dont il faisait preuve sous le feu ennemi. Il entre au service comme simple soldat début 1941 et atteint le rang de colonel en 1945.
- L'ancien Speaker of the House, Jim Wright, a servi comme bombardier sur un B-24 dans le Pacifique. Il raconte son expérience dans son livre The Flying Circus: Pacific War – 1943 – as Seen Through a Bombsight.
- William Charles Anderson, auteur de BAT-21 et Bomber Crew 369, a piloté des Liberator basés en Italie en tant que membre du 451st Bomb Group de la 15th Air Force.
- Le B-24J Lonesome Lady du 494th Bomb Group, 7th Air Force, piloté par le lieutenant Thomas Cartwright, est abattu le 28 juillet 1945 au-dessus de Kure (Japon). Huit membres d'équipage ont survécu ; le lieutenant Cartwright est envoyé à Tokyo pour un interrogatoire, et les sept autres sont envoyés dans les locaux de la police militaire à Hiroshima, à 25 km de là. Ils y meurent neuf jours plus tard, le 6 août 1945, quand la bombe atomique est larguée sur la ville.
- Le réalisateur Robert Altman a été un copilote de B-24 ayant effectué plus de 50 missions de bombardement à Borneo et aux Indes orientales néerlandaises.
- Stewart Udall, auteur, conservationniste, membre du Congrès de l'Arizona, et secrétaire de l'Intérieur pendant les gouvernements Kennedy et Johnson, a servi comme mitrailleur latéral sur un B-24 en 1944. Il était basé en Italie du sud ; 15th Air Force, 454th Bombardment Group. Le surnom de son Liberator était Flyin' Home. Il est crédité de 50 missions. Le 454th a reçu une décoration militaire pour avoir dirigé une attaque sur les aciéries Hermann Goering à Linz (Autriche) le 25 juillet 1944. L'équipe d'Udall a connu une victime pendant la mission. Le membre d'équipage décédé se trouvait au poste de mitrailleur latéral normalement occupé par Udall ; par chance, le pilote a assigné Udall à la mitrailleuse de nez pour cette mission, ce qui a sauvé sa vie.
- Le coureur olympique, et futur prisonnier de guerre et héros Louis Zamperini, a servi comme bombardier à bord de deux B-24. Le premier, que l'équipage avait appelé Super Man est endommagé et ils sont réassignés sur le B-24D Green Hornet pour mener des recherches et des missions de sauvetage. Le 27 mai 1943, l'appareil s'écrase dans l'océan Pacifique. Huit des 11 membres d'équipage sont tués. Zamperini, le pilot Russel A. Phillips et Francis McNamara survivent à l'accident. Seuls Zamperini et Phillips ont survécu à leur 47 jours à la dérive dans un radeau de survie sur la mer[17].
- Harris Horder (1900-1943), coureur cycliste australien, Horder a pris la citoyenneté américaine. Il rejoint l'US Air Forces, en 1942, à l'âge de 42 ans. Horder, avec les douze membres d'équipage d'un Liberator, appelé "Big Emma", s'écrase en mer, lors d'un vol de reconnaissance dans le mauvais temps, près de Port Moresby en Nouvelle-Guinée[44].

## Apparitions dans les médias

### Littérature
- Le livre One Damned Island After Another (1946) contient l'histoire officielle du 7th Bomber Command de la 7th Air Force. Il décrit les opérations du B-24 dans le Pacifique central. Les B-24 de la 7th Air Force sont les premiers B-24 à bombarder les îles japonaises.
- Le roman Face of a Hero (1950) raconte l'histoire d'un équipage de B-24 opérant depuis un aéroport à Puglia (Italie) en 1944 ; il est fondé sur les expériences réelles de son auteur, Louis Falstein, qui a été mitrailleur de queue sur un B-24 de l'USAAF. Le roman décrit en détail les raids des bombardiers B-24 sur la Roumanie, la Yougoslavie, l'Italie du nord, la France du sud et l'Allemagne.
- Le B-24 est en vedette dans le roman classique Goodbye to Some de Gordon Forbes, un ancien pilote, qui semble connaître les faiblesses de l'avion.
- Unbroken: A World War II Story of Survival, Resilience, and Redemption de Laura Hillenbrand (2010) raconte l'histoire de Louis Zamperini qui a volé sur un B-24D ; comment il a survécu à un crash dans le Pacifique, à la dérive pendant 47 jours, et à plus de deux ans passés dans les camps de prisonniers de guerre japonais[45]. Le film Invincible est une adaptation du livre.
- Dans le roman pour jeunes adultes Under a War-Torn Sky, le personnage principal Henry Forester est le copilote du Out of the Blue, un B-24 Liberator américain en service dans la Royal Air Force.

### Télévision
- L'histoire du Lady Be Good a inspiré un téléfilm intitulé Sole Survivor (en), avec un B-25 Mitchell jouant le rôle d'un B-24D.

### Jeu vidéo
- Dans le jeu vidéo Call of Duty 2: Big Red One, l'un des niveaux intègre l'utilisation de plusieurs tourelles et du viseur dans un B-24 Liberator.
- Dans le jeu vidéo "War Thunder" il est possible de débloquer le B-24 "Liberator" dans l'arbre technologique américain.

## Appareils notables

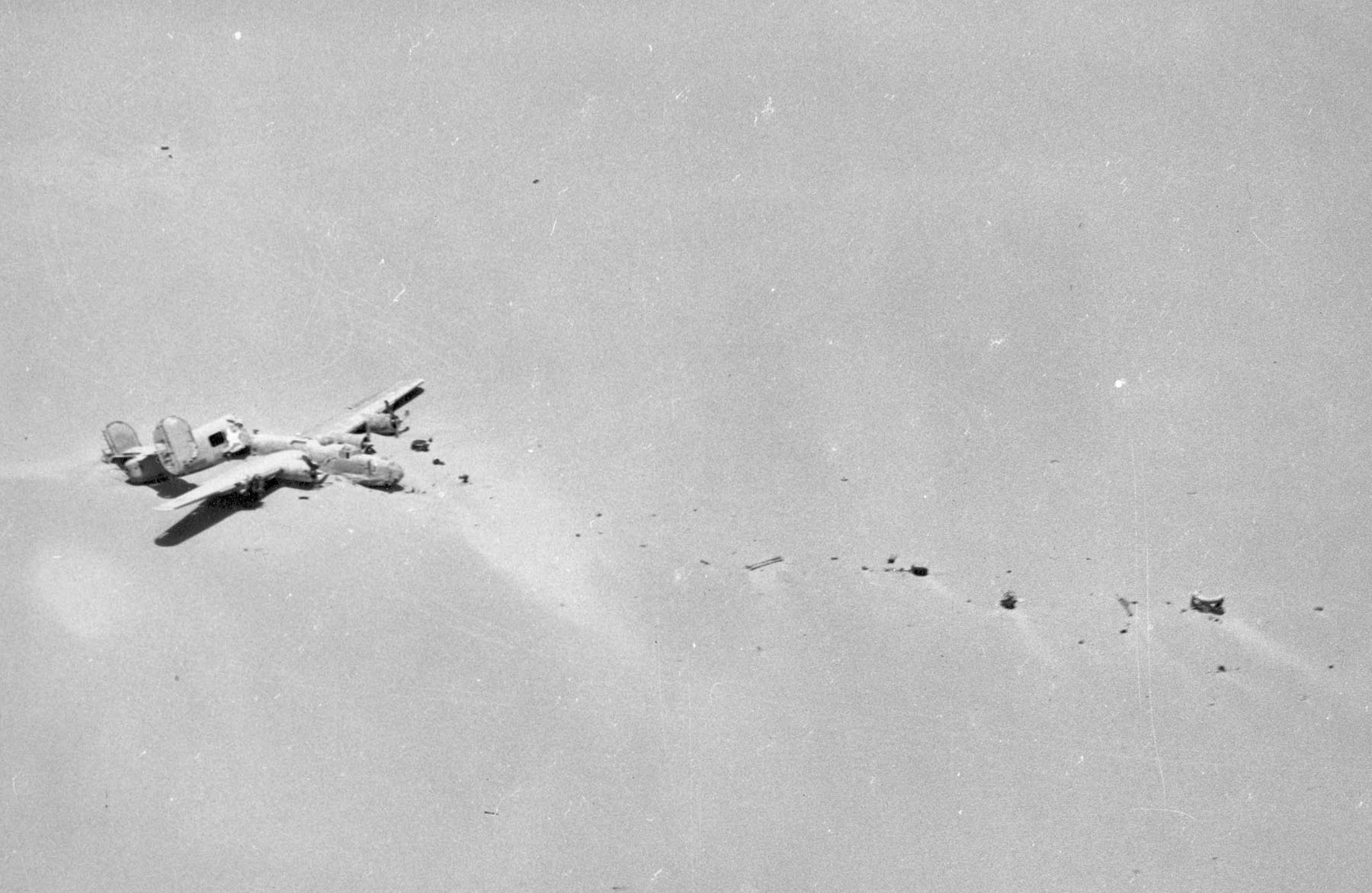
Vue aérienne du lieu du crash du Lady Be Good.

Le Lady Be Good est un B-24D retrouvé en 1958 en plein désert libyen où il s'était écrasé en 1943, à la suite d'une erreur de navigation, dont tous les membres d'équipage ont trouvé la mort.

## Articles connexes

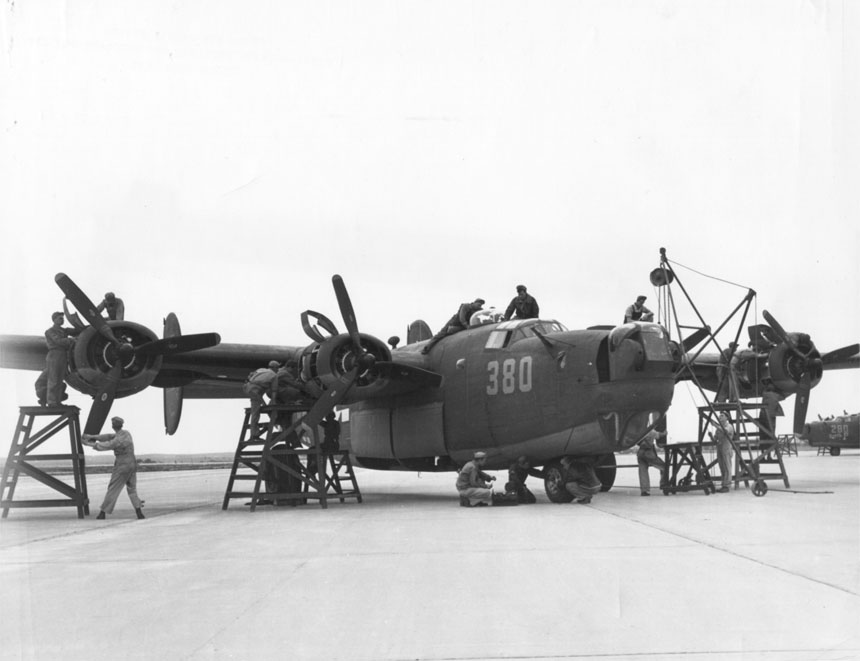
Les mécaniciens de maintenance à Laredo Army Air Field (Texas), effectuent une révision complète d'un B-24 Liberator avant son retour en vol, le 8 février 1944.